# A matematika története

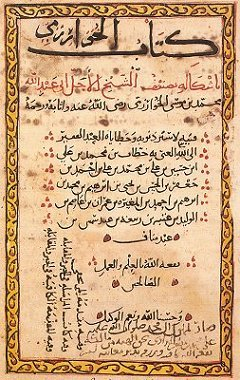
al-Hvárizmi perzsa matematikus híres műve: Al-Kitáb al-muhtaszar fi hiszáb al-dzsabr va l-mukábala („A kiegészítés és egyensúlyozás általi számolás rövid könyve”)

A matematika története avagy matematikatörténet tudományága elsősorban a matematikában történt új felfedezések eredetét és történetét kutatja, kisebb mértékben pedig a múltbeli standard matematikai módszereket és fogalmakat.
A matematika szó maga a görög μάθημα (mathéma) szóból származik, amely a „tudomány, tudás, tanulás” jelentésekkel bír. A μαθηματικός (mathématikosz) jelentése: „tanulni szerető”. Ma a szó jelentése ettől kissé eltérő tudományterületre utal – a mennyiség, szerkezet, tér és a változás deduktív tudományára.
A legújabb kor előtt a világban összegyűlt tudást és az új matematikai fejlemények írásos levezetéseit néhány kiváltságos helyen lehetett csak tanulmányozni. A legkorábbi ókori matematikai szövegek Mezopotámiából (Plimpton 322 i. e. 1900 körül), az ókori Egyiptomból (Rhind-papirusz i. e. 1800 körül), a Középbirodalom idejéről (Berlini papirusz i. e. 1300 – i. e. 1200 körül) és az ókori Indiából (Sulba szútrák i. e. 800 körül) kerültek elő. Ezen szövegek mindegyike a Pitagorasz-tétellel foglalkozik, amely a jelek szerint az egyik legkorábbi és legelterjedtebb matematikai jelenség volt az alapvető aritmetika és geometria után.
Az ókori görögök matematikai munkáit sokan a legfontosabbak közé sorolják, mert azok nagyban bővítették a matematika módszereit és tárgykörét is.
Egy érdekes jelenség az ókori és középkori matematikatörténetben, hogy a fejlődésbeni fellángolásokat gyakorta több évszázadon át tartó stagnálás követte. Az itáliai reneszánsszal kezdődően (16. század) az újabb fejlődések a matematikán belül – melyek kölcsönösen hatottak más természettudományok fejlődésére is – egyre nagyobb ütemben követték egymást és ez a jelenség ma is megfigyelhető.

## Korai matematika
A korai vagy empirikus matematika (Kr. e. 300 000? – Kr. e. 6. század) kialakulása a kőkorszakra tehető. Az emberré válás kora (Kr.e. 500 000 – Kr.e. 10 000) a pattintott kőkorszak (paleolitikum, Kr. e. 2,4 millió – Kr. e. 11 500) idejére esik, amely nemcsak a tűzhasználat és az első vallásos jellegű kultuszok megjelenésének ideje, de a szám és alak fogalmának és az időmérésnek a vélhető kialakulásáé is. Erről a korszakról írott szövegek nincsenek, a kultúrtörténeti (etnográfiai, kulturális antropológiai) vizsgálatokat végző tudósok azonban megpróbálnak az alábbi közvetett bizonyítékokra építve képet adni róla:
1. régészeti leletek;
2. a tizenkilencedik-huszonegyedik században is fellelhető, de a civilizált területektől való elzártság vagy távolság miatt kőkorszaki szinten élő (régebben „primitívnek” nevezett) népcsoportok vizsgálata;
3. gyermekek vizsgálata (az egyed- és törzsfejlődés összefüggése, ld. Haeckel-törvény);
4. etimológiai vizsgálatok a szám- és mennyiség vonatkozású szavakkal és más nyelvi elemekkel kapcsolatban.[2]

A bizonyítékok közvetett volta miatt az e korról kialakult általános kép sok eleme csak feltételezés jellegű (spekulatív), különösen, ami a szám- és műveletfogalom kialakulását illeti.

### A mennyiség megjelenése
A számfogalom csak fokozatosan formálódott meg, és együtt, párhuzamosan fejlődött a matematikai műveletekre és viszonyokra vonatkozó képességekkel. Kezdetben csak az egy, kettő és kettőnél több („sok”) megkülönböztetése alakult ki. Ennek nyomait megtaláljuk a holt és a ma is élő nyelvekben (mint pl. az óegyiptomi, ógörög, az archaikus latin, vagy az arab nyelvekben az egyes, kettes és többes szám használata egyes névszók ill. igék ragozásánál). Mungo Park angol utazó, aki a Niger folyó feltérképezésével foglalkozott, említ olyan afrikai törzseket, melyek tagjai „valósággal könnyeztek a megerőltetéstől, ha azt akarták elmondani, valaminek a száma több kettőnél”. 2004-es kutatások is találtak Brazíliában ilyen népcsoportokat, pl. a pirahák (amazóniai indiánok). Hasonló helyzetben van a bolíviai csikito törzs (egyetlen „számnevük” van: etema, vagyis „egyedül”), ugyanitt a tacama törzsről kimutatható, hogy számneveik mind idegen (spanyol, vagy ajmara) eredetűek, sok amerikai és ausztrál törzset és nyelvi dialektust leírtak továbbá, akiknek valamivel több, de szintén kevés számnevük van (encabellada, chaco/guaycuru, puri, botocudo, yucaburra stb.).

### A számábrázolás és számolás megjelenése
Az elvont számfogalom és a nagy számok hiánya azonban nem jelenti azt, hogy a korabeli emberek nem tudták a nagyobb tárgysokaságokat kezelni. Ebben az ujjakon való számlálás, és hasonló módszerek (pálcikák, rovások használata) segítettek.
Az ujjszámlálás mellett a rovások megjelenése egy újabb lépés volt az elvontság felé, az enaktív (mozgásos, konkrét) reprezentálás mellett megjelent az ikonikus (szemléltető) reprezentálás – és mindkettő egész máig tovább él. Számrovásos leleteket jóval a nagyobb számokat megnevező számnevek feltételezhető megjelenése előttről is ismerünk, ilyen például a 30 000 évesre becsült vestonicei farkaslábszárcsont, a jelenleg legrégebbinek ismert számrovásos emlék, amelyen 55 számrovás van, ötös csoportokban felvésve, a 25. és 26. rovás között egy nagy elválasztó rovással, vagy a 20 000 évesre becsült ishangoi csont, mely utóbbi rovásai közt sokan már összeadást is felfedezni vélnek (bár mások primitív holdnaptárnak tartják). A sokáig csak ujjak segítségével számláló vagy rovásokat rovó ember a korszak végére észrevehette, hogy azokban a sokaságokban, melyek megszámlálása azonos számú ujjat követel, van valami közös: a sokaság számossága, azaz az a tulajdonság, hogy hány tagja, eleme van. Így lassan megjelent a szám elvont fogalma, és az összeadás összeszámlálásként, azaz konkrét, „szenzomotoros” műveletként való végrehajtása.
Ez sokkal előbb következhetett be, mint a számnevek és a nagy számok fogalmi megjelenése, mely feltételezést a néprajz közvetett módon is alátámasztja: ismerünk „primitív” törzseket, melyek nem képesek nagyobb számok megnevezésére, azonban pálcikák, vagy hasonló módszerek segítségével számon tudják tartani állatcsordáikat (illetve, egy ceyloni törzs esetében, kókuszdióikat), és ezek számbeli nagyságviszonyainak összehasonlítására is képesek. A valódi számnevek, majd a valódi számrendszerek, illetve a szám fogalma és az ezt jelölő szó, az újkőkor (neolitikum, kb. Kr.e 11 500 – kb. Kr.e. 5000) legvégén és az ókorban jelentek meg.
Az etimológusok szerint számnevek kezdetben hasonlatok lehettek. Például az ötelemű sokaságokra a késő neolit ember azt mondhatta, „olyan, mint a kéz” vagy „annyi, mint a „kéz”. Az ilyesfajta fordulatok aztán állandósultak, és a legtöbb nyelvben elvesztették eredeti jelentésüket, de a nyelvi vizsgálatok ennek ellenére kimutathatják a számnevek és tárgynevek közös eredetét. Pl. az ósumérban az 1 szám megnevezésére ugyanaz a szó szolgál, mint a férfiéra, a kettő megnevezésére pedig ugyanaz, mint a nőére. Az is jellemző, és a fenti hipotézis mellett szól, hogy sok törzs más tárgysokaságokra másféle számneveket használ (a Fidzsi-szigeteken például a tíz: bola (csónakokra) vagy koro (kókuszdiókra) – ez a jelenség egyébként a magyarban is megvan kis számok esetén, pl. két ló, pár cipő, ikergyerekek). Nem egy nyelvben kimutatták a számnevek és a testrészek neveinek közös etimológiai eredetét (pl. az Új-Hebridák szigetcsoport egyik törzsénél, az apiknál öt = kéz, tíz = két kéz stb.).

### Tárgyi leletek a kőkorszakból
Jóval a legkorábbi írott dokumentumok előtti időkből is találhatunk rajzokat, melyek matematikai tudásra vagy csillagok mozgásán alapuló időmérésre utalnak. A paleontológusok például i. e. 70 000 körülre datálható okkerkövekre vésett geometriai alakzatokat találtak egy dél-afrikai barlangban.
I. e. 35 000 és i. e. 20 000 közötti időre datálható történelem előtti tárgyakat találtak Afrikában és Franciaországban is, melyek az idő számszerű mérésére utalnak.
Tárgyi bizonyítékot találtak arra is, hogy az ősi időmérésben a nők havi ciklusának napjait számlálták: például 28, 29 és 30 vonás csontokon és köveken, melyet egy a többitől eltérő vonás követ. Ezen kívül a vadászok már ismerték az 1, 2 és a „sok” valamint a 0 vagy semmi fogalmát is, amely állatcsordáik számolásánál volt szükséges.
Az Ishango csontot a Nílus forrásának környékén találták a Kongói Demokratikus Köztársaságban. Ez i. e. 20 000 környékéről származik. Egy gyakori értelmezés szerint ez a kő az egyik legkorábbról ismert példája a prímszámok sorozatának és az ókori egyiptomi szorzásnak.

## Az ókor

### A számrendszerek, számírások és számológépek megjelenése

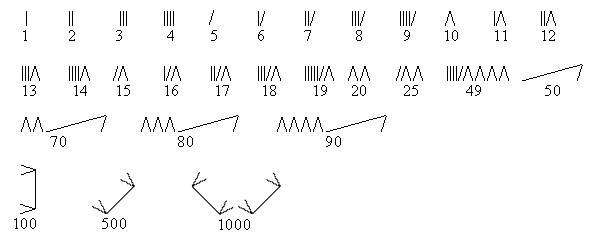
Ősi mordvin számírás: ez egy ötös minimális csomószámon alapuló nem-helyi értékes, ezen belül hieroglifikus számábrázolásmód, elvi szinten hasonló a római számíráshoz

Hasonló elvű, kvino-decimális hieroglifikus számírásmód a magyar számírás

Az ókor két nagyon fontos, maradandónak bizonyuló matematikai találmánya a számrendszeres vagy helyi értékes számábrázolás, és a számírás.
Már az őskorban a legkülönfélébb alap- ill. csomószámokat használták mind a helyi értékes, mind a nem-helyi értékes számábrázolási módokban, és ez az ókorra is jellemző maradt: a kettestől (bakairi, Dél-Amerika, gumulgal, bushman, Ausztrália) a hármason (kamilaroi és pigmeus, Ausztrália), a négyesen (Dél-Afrikai törzsek, csumas indiánok) át egészen az ötös csomószámig, amelyet nemcsak a Nyugat-Afrikai fula és volof nyelvben és az óceániai kanak nyelvben találhatunk meg, hanem régészeti leletek szerint írásban általánosan használhatták Közép-Európában a bronzkor végén (urnamezős kultúra, Kr.e 1200 – Kr. e. 800), de jelen volt az etruszk és római számírásban is; mely utóbbi Európa számírása volt egészen az 1200-as évekig; a tiszta helyi értékes ötös számrendszer tartós használatára azonban meglepő módon elég kevés példa van (Iuo stádium, Dél-Afrika, joruba stádium, Nigéria, mindkét esetben a 20. század elejéig, ezen kívül csak Dél-Amerikában ismerünk törzsi példákat), de folytathatjuk a sort a hatoson (finnugorok ősi stádium és Észak-Afrika), a hetesen (ugorok, magyar stádium, héber, berber), a nyolcason (yuki, Kalifornia; pamenan, Mexikó) és kilencesen át nemcsak a tízesig (magyar stádium, hindu és általában a népek többsége), illetve a tízes csomószámú nem-helyi értékes írásig (óegyiptomi számírás), és még tovább is a  tizenkettesen (óangol) keresztül a tizenhármasig (yasgua, Nigéria), de a húszas (gael, Északnyugat-Európa, archaikus francia, olmék, maja), sőt a harminckettes (Dél-Afrika) hatvanas (babiloni, Ázsia) csomószám is előfordul, sőt az sem volt ritka, hogy a csomószámok keveredtek (gael, babiloniak, Észak-Afrika, api (Új-Hebridák lakói), monumbo), az alapszám a nép története során többször is változott (magyar), vagy hogy különböző tárgyak számlálásakor különböző csomószámot használnak.
A számnevek és a bakairikéhoz hasonló primitív kváziszámrendszerek együttes kialakulása lehetővé tette a helyi értékes számábrázolás létrejöttét. Az ókorra ezek sok helyütt megjelentek, bár nem mindenhol (pl. a latinok, birodalomalapító voltuk ellenére, sosem ismerték), másféle számábrázolási módszerek is kialakultak. Sok helyütt (mint pl. Ausztrália) pedig még ilyen alternatív számábrázolásmódok sem jöttek létre, megmaradt a kőkorszaki állapot.
A különféle számábrázolási elvek mellett az ókor másik alapvető találmánya a számírás. Az emberi memória korlátai miatt a matematika elmélyült művelése írást igényel. Nagy számokkal számolni, vagy hosszadalmas és bonyolult számolásokat végezni, pontos geometriai ábrákat rajzolni a puszta homokba, hosszabb távon meglehetősen kényelmetlen, esetenként lehetetlen; ehhez íróeszközök szükségesek. Arról nem is beszélve, hogy a gazdasági számításokat legalább egy ideig meg kell őrizni, a csillagászati feljegyzéseket pedig hosszabb távon kell vezetni, hogy induktív értékkel bírjanak.

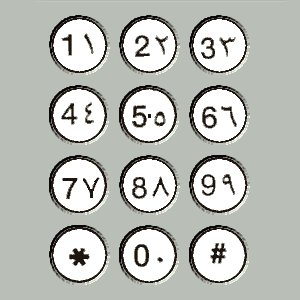
Arab telefonbillentyűzet, az euro-atlanti kultúrkörben használt „arab számjegyekkel” és a megfelelő arab számjegyekkel

Denise Schmandt-Besserat 1992-ben közzétett, igen ötletes elmélete a következőképp magyarázza a számírás létrejöttét: A neolit korban felélénkült a cserekereskedelem. Hogy a csereáruk darabszámával kapcsolatos vitákat megoldják, kialakult az a szokás, hogy az árut zárt agyagedényekbe csomagolják, majd lezárják. A nagyobb áruk esetén (pl. állatok) a számukkal azonos számú kis dolgot helyeztek egy agyagedénybe. Maradtak fenn régészeti leletek is, amelyekről nagyon úgy tűnik, mintha ilyen anyagnyilvántartók lennének. Ennek hátránya az volt, hogy ha az árumennyiséget fel kellett mérni, azt csak a tárolóedények összetörésével lehetett megvalósítani. Ezért hamar rájöttek, hogy ha a tárolóedény oldalába belekarcolják a benne tárolt áru darabszámát vagy mennyiségét, akkor nem kell folyton összetörni a tárolóedényeket. Eleinte hieroglifaszerű jeleket használtak: pl. 30 birka átvétele esetén az anyagnyilvántartó edény külsejére egy 30 birkát ábrázoló ábrát nyomtak rá. Kezdetben tehát a számírás épp úgy tükrözte a megszámlálandó dolog minőségét és mennyiségét is, mint maguk a számnevek; ez jó magyarázata a hieroglifikus számírások kialakulásának. A számírás önállósodása akkor kezdődött, amikor rájöttek, hogy az egész folyamatban az agyagedény és annak tartalma valójában fölösleges, teljesen elegendő az oldalán szereplő „bélyegzés”.
A számrendszereket és számírásokat azonban elsősorban tudományos és nemzetgazdasági célokra használták. A közemberek továbbra is az ujjukon adtak össze, illetve megjelentek az első professzionális számológépek, (abakuszok, szorobánok) primitív (huzalok nélküli), de egyre tökéletesedő formái.

### Az ókori matematika leletei
Az i. e. 5. évezred predinasztikus egyiptomi korszakában már megfigyelhetjük geometriai térformák képszerű ábrázolásait. Egyesek szerint az Angliában és Skóciában található megalit építmények (az i. e 3. évezredből) tervezésénél is használtak már köröket, ellipsziseket, és Pitagoraszi számhármasokat.

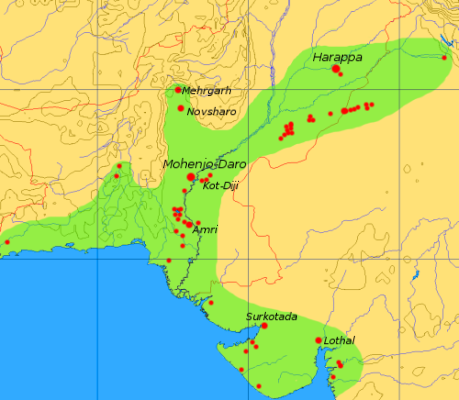
Az Indus-völgyi civilizáció kiterjedése

A legkorábbról ismert matematikusokat az ókori Indiából ismerjük az i. e. 3000 és 2600 közötti indus-völgyi civilizációból (Harappai civilizáció), a mai Észak-India és Pakisztán területéről. Itt kifejlesztettek egy olyan mértékrendszert, amely már tízes számrendszert használt és téglagyártásuk meglepően fejlett volt, mivel arányokat használt és az utcákat is derékszögűnek tervezték. Sok geometriai alakot ismertek már, köztük a kockát, a hengert, a kúpot és rajzaikon találunk koncentrikus valamint egymást metsző köröket és háromszögeket is.
A felfedezett matematikai eszközök közé tartozik egy pontos tízes beosztású vonalzó, melyen apró és precíz beosztás látszik; egy kagyló-műszer, melyet iránytűnek használtak és síkon tudtak vele szöget mérni vagy a horizonton a 40–360°-ok többszöröseit. Egy másik kagyló-eszközzel 8–12 részre osztották a horizontot és az égboltot és egy harmadik műszerrel a csillagok helyzetét tudták mérni navigációs célból.
Mivel az indus írást egyelőre nem sikerült megfejteni, alig tudunk valami biztosat az írásos harappai matematikáról. Régészeti leletek alapján egyes történészek úgy vélik, hogy 8-as számrendszert használtak, és ismerték a π-t vagyis a kör kerületének és átmérőjének arányát.
A kínai matematika legkorábbi példája a Sang-korból maradt ránk (i. e. 1600–i. e. 1046), ahol egy teknőcpáncélra karcolt számokat találtak  .
Ezek a számok is tízes számrendszert használnak: a 123-as számot felülről lefelé írták, oly módon, hogy az 1-es jelet egy százasjel, a 2-es jelet egy tízesjel majd egy 3-as jel követ.
Ez volt a világ legfejlettebb rendszere abban az időben és lehetővé tette, hogy számításokat végezzenek a kínai abakuszon (suan pan). Az abakusz feltalálásának pontos időpontja nem ismert, de a rá való első írásos hivatkozást Xu Yue Kiegészítő jegyzetek a számok művészetéhez című írásában találjuk.

### Ókori Közel-Kelet (i. e. 1800 – i. e. 500)

#### Mezopotámia

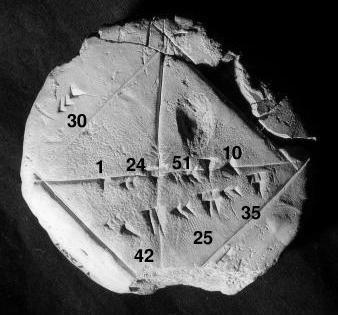
Babiloni agyagtábla
Az átlón lévő felirat 2 négyzetgyökét ábrázolja négy 60-as számrendszerű számjeggyel, amely kb. 6 tízes számrendszerű számjegynek felel meg.
1 + 24/60 + 51/60^{2} + 10/60^{3} = 1,414212963 (a pontos érték 1,414213562)

Babilóniai matematika alatt azt a rendszert értjük, melyet Mezopotámiában (mai Irak területe) használtak a korai sumerektől a hellenisztikus kor kezdetéig.
Azért nevezik babilóniai matematikának, mert Babilonnak, mint tudományos központnak központi szerepe volt benne. Ezt a szerepét a hellenisztikus korban elvesztette. Ekkortól kezdve a babilóniai matematika egyesült a görög és egyiptomi rendszerekkel, amely a hellenisztikus matematika kialakulásához vezetett. Később az arab birodalom uralma alatt Mezopotámia, különösképpen Bagdad ismét fontos szerepet kapott, mint a muzulmán matematika tudományos központja.
Az egyiptomi matematikával szemben – ahonnan ma kevés forrás áll rendelkezésre – a babiloni matematikával kapcsolatos tudásunkat arról a 400 agyagtábláról szereztük, amelyet az 1850-es évek óta fedeztek fel. Ezeket ékírással írták nedves agyagtáblákra, majd kiégették őket kemencében vagy a napon.

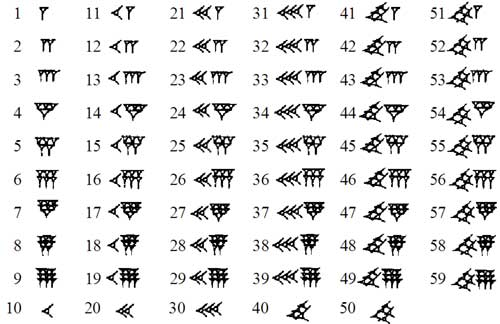
Babiloni számok ékírással

A legkorábbi fennmaradt írott matematikai emlék az ókori sumerektől származik, akik az első mezopotámiai civilizáció létrehozói voltak. Összetett mérési rendszerük volt már i. e. 3000-ben is. A sumerek már i. e. 2500-tól kezdődően szorzótáblákat írtak agyagtáblákra, valamint geometriai és osztási problémákon dolgoztak. A babiloni számok legkorábbi nyomai is ebből a korból származnak.
A feltárt agyagtáblák többsége az i. e. 1800 és i. e. 1600 közötti időszakból származik, és olyan témákat érint, mint a törtek, az algebra, a másodfokú és harmadfokú egyenletek és a Pitagoraszi számhármasok számítása (lásd Plimpton 322). A táblák között találunk szorzótáblákat, trigonometriai táblákat valamint első- és másodfokú egyenletek megoldási módszereit is.
Az YBC 7289 babiloni tábla a √2 értékét öt tizedes pontossággal közelíti meg.
A babiloni matematika a tízes és a 60-as számrendszer keverékét használja. Innen ered a mai időmérés percenként 60 másodperce, az óra 60 perce és a kör 360°-a (6×60°) is. Az egyiptomiak, a görögök és a rómaiak szokásától eltérően a babiloniak valódi helyi értékes rendszert használtak, ahol a bal oszlopba írt számjegyek nagyobb értéket képviseltek – a tízes számrendszerhez hasonlóan. Nem használták még azonban a tizedesvessző megfelelőjét, ezért a szimbólumok helyi értékét gyakran a szövegből kellett kikövetkeztetni.
A 60-as alapszám használatának oka pontosan nem ismert. Akadnak, akik matematikai magyarázatot keresnek, és azt mondják, a 60 választása előnyös volt tudományos szempontból, mert sok osztója van, de ehhez képest nem elképzelhetetlenül nagy. Mások csillagászati, naptárkészítési okokat keresnek. Megint mások szerint a tízes és hatvanas számrendszer keverése gazdasági okok miatt volt célszerű, amikor a sumer és akkád államszervezetet egyesítették. A sumer pénzegység, a mina ugyanis hatvanszor annyit ért, mint az akkádok sékele.

#### Egyiptom

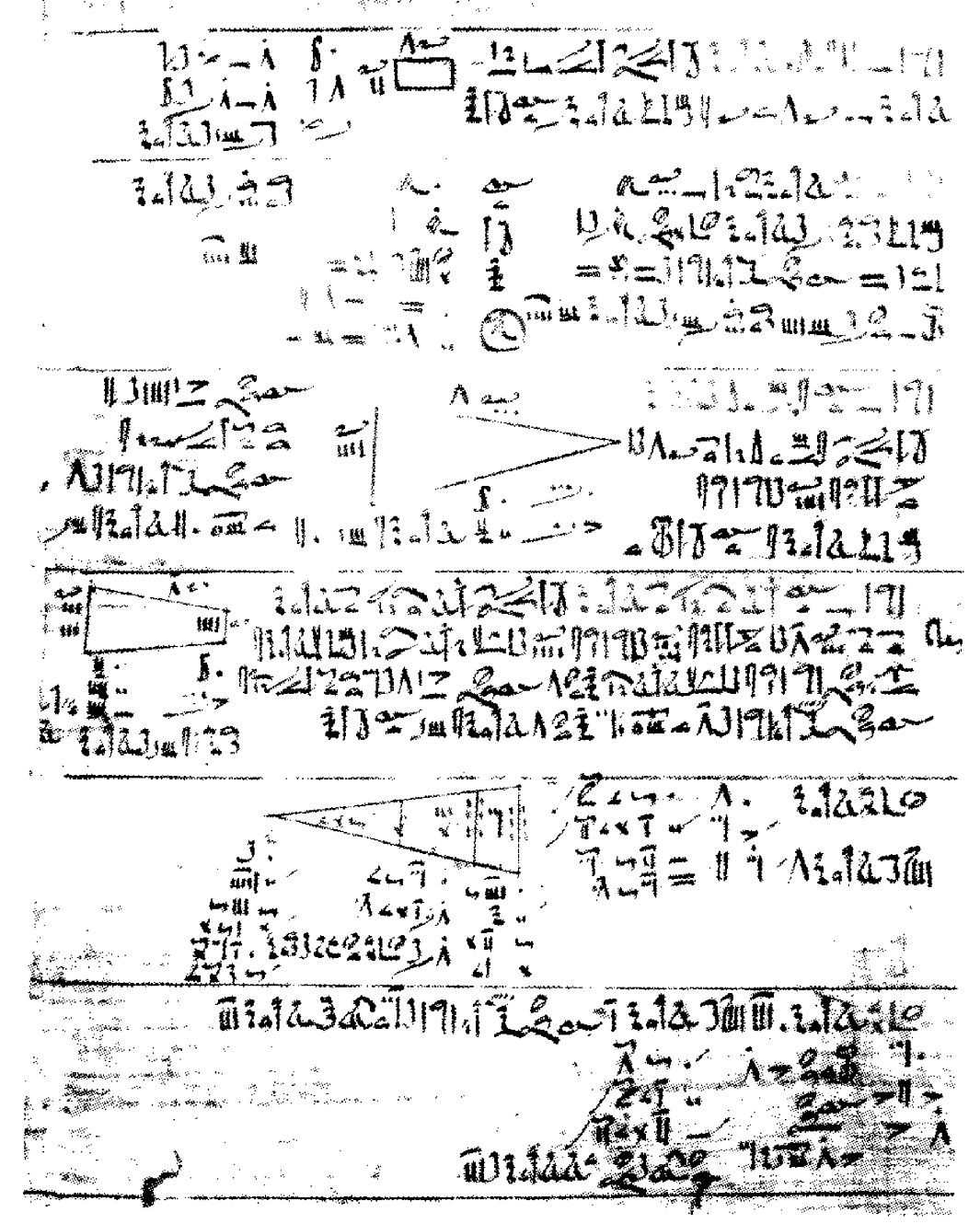
Részletek a Rhind-papiruszról

Az egyiptomi matematika alatt azt a matematikát értjük, melyet óegyiptomi nyelven írtak.
A hellenisztikus korban az egyiptomi nyelvet a görög váltotta fel az egyiptomi tudósok körében, ezért ettől kezdve az egyiptomi, a babiloni és a görög matematika egyesült és belőlük alakult ki a hellenisztikus matematika. A matematika tudományának művelését Egyiptomban később az arabok folytatták a muzulmán matematika részeként, ekkor az arab lett az egyiptomi tudósok nyelve.
A máig felfedezett legrégebbi matematikai szöveg – a Moszkvai papirusz – egy óegyiptomi (középbirodalomból származó i. e. 2000 – i. e. 1800) papirusz. Ez a legtöbb ókori matematikai szöveghez hasonlóan „szöveges feladatokat” tartalmaz, melyeket látszólag szórakoztatási célból írtak.
Az egyik feladatot különösen nagy jelentőségűnek tartják, mivel megad egy módszert a csonka testek (frustum) térfogatának számítására.
„Ha azt mondják neked: Egy csonka gúla, melynek 6 a magassága, 4 az alapja és 2 a csúcsa.
Emeld négyzetre a 4-et, az eredmény: 16. Duplázd a 4-et, az eredmény: 8.
Emeld négyzetre a 2-t, az eredmény: 4. Add össze a 16-ot, a 8-at és a 4-et, az eredmény: 28. Vedd a 6 harmadát: 2. Vedd 2-szer a 28-at, az eredmény: 56. Látod: 56. Helyesnek találod majd.”
A Rhind-papirusz (i. e. 1650 ) egy másik fontos óegyiptomi matematikai szöveg, egy útmutató kézikönyv az aritmetikához és a geometriához.
A terület-képletek, szorzási, osztási módszerek és törtműveletek ismertetésén kívül még más ismeretek meglétére is bizonyítékul szolgál, többek között az összetett számok, a prímszámok ismeretére valamint a számtani, a geometriai és a harmonikus közép számítására. Egyszerűsítve leírja Eratoszthenész szitáját és a tökéletes szám elméletét is (nevezetesen a 6-ét). Azt is megmutatja, hogyan oldhatunk meg lineáris egyenleteket, 
valamint számtani és mértani sorozatokat. .
A Rhind-papiruszon szereplő három mértani alakzat arra utal, hogy ismertek volt számukra az analitikus geometria alapelvei: (1) hogy határozzuk meg a {\displaystyle \pi } értékét egy százalékon belüli hibahatárral, (2) a kör négyzetesítésére való korai próbálkozás, (3) a kotangens legkorábbi használata.[forrás?]
Végül a Berlini papirusz (i. e. 1300   Archiválva 2019. március 5-i dátummal a Wayback Machine-ben) azt bizonyítja, hogy az ókori egyiptomiak számára ismert volt a másodrendű algebrai egyenletek megoldása is.

### Ókori indiai matematika (i. e. 900 – i. sz. 200)
A védikus matematika a korai vaskorban indult fejlődésnek és az első fennmaradt írás a Satapatha-brahmana (i. e. 8. sz. – i. e. 3. sz.), melyben 2 tizedesjegy pontossággal megközelítik a π értékét.
A Sulba szútrák (i. e. 8. sz. – i. sz. 2. sz.) mértani szövegek, melyekben irracionális számokat, prímszámokat, a hármasszabályt, és köbgyököt is használtak már, kiszámították a 2 négyzetgyökét 5 tizedesjegy pontossággal és módszereket mutattak be a kör négyszögesítésére, az első- és másodfokú egyenletek megoldására, algebrailag levezették a pitagoraszi számhármasokat, valamint numerikus módszerekkel bebizonyították a Pitagorasz-tételt.
Pánini (kb. i. e. 5. század) lefektette a szanszkrit nyelv nyelvtani szabályait. Jelölési rendszere hasonlít a modern matematikai jelöléshez, a metaszabályokat, a transzformációkat és a rekurziókat olyan kifinomultan használta, hogy nyelvtana a Turing-gépével ekvivalens számítási erővel rendelkezett.  Pánini műve a modern formális nyelvtanok elméletének előfutára is, a legtöbb mai programozási nyelv által használt Pánini-Backus forma szintén jelentős hasonlóságokat mutat Pánini nyelvtani szabályaival.
Pingala (i. e. 4. század – i. e. 1. század között) prozódiáról, versmértékekről írt, Csandahszútra c. értekezésében a rövid és hosszú szótagok különféle kombinációjakor a kettes számrendszerhez hasonló eszközt használ. A metrika kombinatorikájáról szóló tételeiben a binomiális tételnek megfelelő állítások szerepelnek. Pingala fő műve a Fibonacci-számokról is tartalmaz alapvető tételeket, melyeket szanszkritul mátrámérunak nevez.
A bráhmi írást már legalább a Maurja-dinasztia korától kezdődően alkalmazták (i. e. 4. század), de a legújabb régészeti leletek szerint a kialakulás dátuma inkább az i. e. 600 körüli időszakra tehető. A bráhmi számokról már Asóka király i. e. 3. századbeli, buddhizmust hirdető feliratai is tanúskodnak.
I. e. 400 és i. e. 200 között a dzsaina matematikusok elkezdték a matematikát önmagáért tanulmányozni. Ők vezették be elsőként a transzfinit számok, a halmazelmélet, a logaritmus és az indexek alaptörvényeit, a harmad- és negyedfokú egyenletek, szekvenciák és progressziók  permutációk és kombinációk, négyzetre emelés és négyzetgyökvonás, valamint a  véges és végtelen hatványok fogalmát.
Találtak pontos számításokat irracionális számokról is, köztük milliós nagyságrendű számok 11 számjegyű számok négyzetgyökének számításait legalább 11 számjegynyi pontossággal.

### Görög és hellén matematika (i. e. 550 – i. sz. 300)
A görög matematika alatt azt a matematikát értjük, melyet görög nyelven írtak i. e. 600 és i. sz. 450 között. A görög matematikusok a Földközi-tenger térségének keleti részében elszórt városokban éltek Itáliától egészen Észak-Afrikáig, de mégis egységet alkottak közös kultúrájuk és nyelvük miatt. A kései görög matematikusokat helleniszikus matematikusoknak is nevezik.
A görög matematika sokkalta kifinomultabb volt, mint bármely korábbi kultúra matematikája.
A görögök előtti időkből fennmaradt matematikai emlékekben mindenütt az induktív érvelés módszerét használták, azaz ismételt megfigyelések alapján állították fel szabályaikat.  A görög matematikusok ezzel szemben a deduktív érvelés módszerét használták. A görögök a logika segítségével vezették le a következtetéseket a definíciókból és az axiómákból.

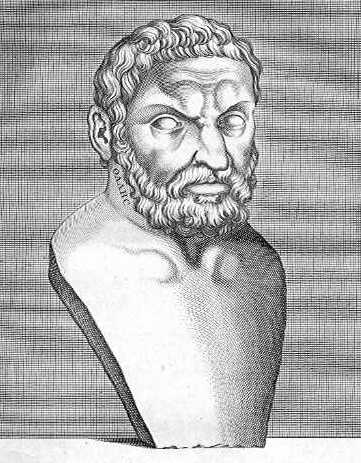
Milétoszi Thalész

A görög matematika kezdeteit Thalész (i. e. 624 – i. e. 546 körül) és Püthagorasz (i. e. 582 – i. e. 507 körül) fellépésétől számítják. Feltehetőleg nagy hatással voltak rájuk az egyiptomi, babiloni és – talán – az indiai matematikusok, bár a hatás nagyságát vitatják. Legendák szerint Pitagorasz ezért utazott Egyiptomba, hogy az ottani papoktól matematikát, geometriát és csillagászatot tanuljon. Thalész a geometria segítségével oldott meg olyan feladatokat, mint a piramisok magasságának és a hajók parttól való távolságának kiszámítása. A Pitagorasz-tétel első bizonyítását Pitagorasz nevéhez fűzik, az elmélet története azonban ennél jóval korábbi időkre nyúlik vissza. Euklidészről írott kommentárjában Proklusz azt írja, hogy Pithagorasz a róla elnevezett Pitagoraszi számhármasok elméletét algebrai és nem mértani módszerrel állította fel. Platón akadémiájának a következő volt a mottója: „senki ne lépjen be ide, aki nem képzett a geometriában”.
A pithagoreusok fedezték fel az irracionális számokat. Eudoxosz (i. e. 408 – i. e. 355) vezette be a sokszöges ún. kimerítési módszert, amely a mai integrálás elődjének tekinthető. Arisztotelész (i. e. 384 – i. e. 322) írta le elsőként a logika törvényeit.
Euklidesz (i. e. 300) használta elsőként a matematika ma is elterjedt módszerét, vagyis a definíciókat, axiómákat, tételeket és a bizonyításokat. Ő volt a történelem során az első ismert tudós, aki definíciót adott a természetes számokra. Ezen kívül a kúpszeleteket is tanulmányozta. Könyvét, melynek az Elemek címet adta, jól ismerték a nyugati világ műveltebb köreiben egészen a huszadik század közepéig. A geometriából ismerős tételek mellett, (mint a Pitagorasz-tétel) az Elemek már tartalmaz bizonyításokat arra, hogy 2 négyzetgyöke irracionális és hogy a prímszámok száma végtelen. A prímszámok felfedezésénél az Eratoszthenész szitája (i. e. 230) elnevezést kapott módszert használták.
Egyesek szerint a görögök (ha nem minden idők) legnagyobb matematikusa a szürakuszai Arkhimédész volt (i. e. 287 – i. e. 212). Plutarkhosz szerint 75 éves volt, amikor egy római katona lándzsájával leszúrta, amint éppen matematikai képleteket rajzolt a homokba. A rómaiak kevés érdeklődést mutattak a tiszta matematika iránt.

## Klasszikus kínai matematika (i. e. 200 – i. sz. 1300)

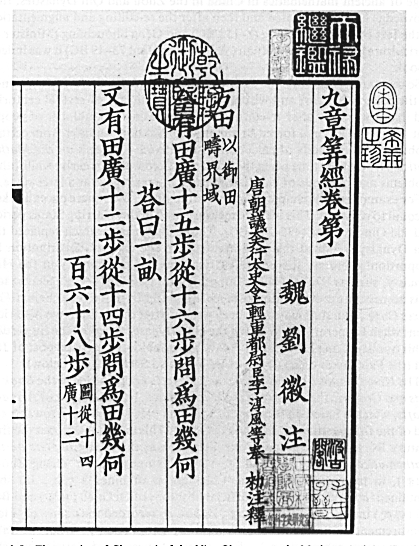
Kilenc fejezet a matematika művészetéről

Kínában i. e. 212-ben Csin Si Huang-ti császár megparancsolta, hogy minden könyvet égessenek el. Bár a parancsot nem mindenhol hajtották végre, következményeként nem sok bizonyosat tudunk az ókori kínai matematikáról.
A nyugati Zhou dinasztia idejéről (i. e. 1046-ból) maradt fenn a legkorábbi matematikai könyv, amely túlélte a könyvégetést, ez pedig a Ji csing (Változások könyve) volt.
Ebben 64 bináris hatos egységet írnak le filozófiai vagy misztikus célból.
Az egységeket hexagrammákkal ábrázolják, melyek törött vagy folytonos vonalakból állnak és a jint és a jangot jelképezik.
A könyvégetés után a Han-dinasztia (i. e. 202–i. sz. 220) idején megjelent néhány matematikai témájú könyv, melyek feltehetőleg a korábban elveszett könyvek tudásán alapultak. Ezek közül a legfontosabb – amely a Kilenc fejezet a matematika művészetéről címet viselte – teljes egészében csak i. sz. 179-ben látott napvilágot, de a benne foglaltak más címmel már korábban is megjelentek. 246 szöveges feladatot tartalmaz, melyek felölelik a mezőgazdaság, a munkaadás, a geometria tárgykörétől kezdve a kínai pagodák toronymagasságának és hosszának arányait, a mérnöki tudományokat, a statisztikai adatgyűjtés területét és a derékszögű háromszögekről és a π-ről is tartalmaz anyagot. Használják benne a Cavalieri-elvet is több mint ezer évvel azelőtt, hogy Cavalieri színre lépett volna a nyugati világban. Matematikailag bizonyítja a Pitagorasz-tételt és képletet tartalmaz a Gauss-eliminációhoz is. A műhöz Liu Huj írt magyarázatot az i. sz. 3. században.
Csang Heng korábban élt (i. sz. 78 – i. sz. 139) csillagász és feltaláló matematikai munkáiban is találunk képletet a pí kiszámítására, de ez eltér a Liu Huj-féle számítástól. Csang Heng pí-képletével gömbök térfogatát határozta meg.
A kínaiak használták a mágikus négyzet elnevezésű kombinatorikai ábrát is, amelyet már igen régen leírtak és Yang Hui (i. sz. 1238 – 1398) tökéletesített.
Cu Csung-cse (5. század, a déli és északi dinasztiák kora) hét tizedesjegy pontosságig számolta ki a pí értékét; ez volt a legpontosabb érték majdnem 1000 éven keresztül.
A Han-dinasztia korát követő 1000 évben, amely a Tang-dinasztiával kezdődött és a Szung-dinasztiával zárult, a kínai matematika virágkorát élte, míg Európában alig foglalkoztak vele akkoriban. Ebben az időszakban számos új ismeretet fedeztek fel, melyek közül sok csak jóval később vált ismertté a nyugati világ számára, köztük a negatív számok, a binomiális tétel elsőfokú egyenletek mátrix-módszerekkel való megoldása és a kínai maradéktétel. A kínaiak az európaiaknál sokkal korábban felfedezték a Pascal-háromszöget és a hármasszabályt. Cu Csung-cse mellett ebben a korban számos fontos matematikus működött Kínában, köztük: Ji Hszing, Sen Kuo, Ch'in Chiu-Shao, Csu Si-csie, és mások. Sen Kuo a differenciál- és integrálszámítás, a trigonometria, a metrológia és a permutációk módszereit is használta már a problémamegoldásoknál és egy alkalommal kiszámította mekkora földterületre lehet szükség bizonyos harci alakzatokban a katonák számára, valamint a lehető leghosszabb hadjárat idejét, adott élelemszállítási kapacitás mellett.
Bár a reneszánsz korában az európai matematika ismét virágzásnak indult, az európai és kínai matematikai hagyományok külön ágon futottak, egészen a jezsuita misszionáriusok megjelenéséig (16-18. század), akik közvetíteni kezdték a matematikai elméleteket a két kultúra között.

## Klasszikus indiai matematika (400 – 1600)

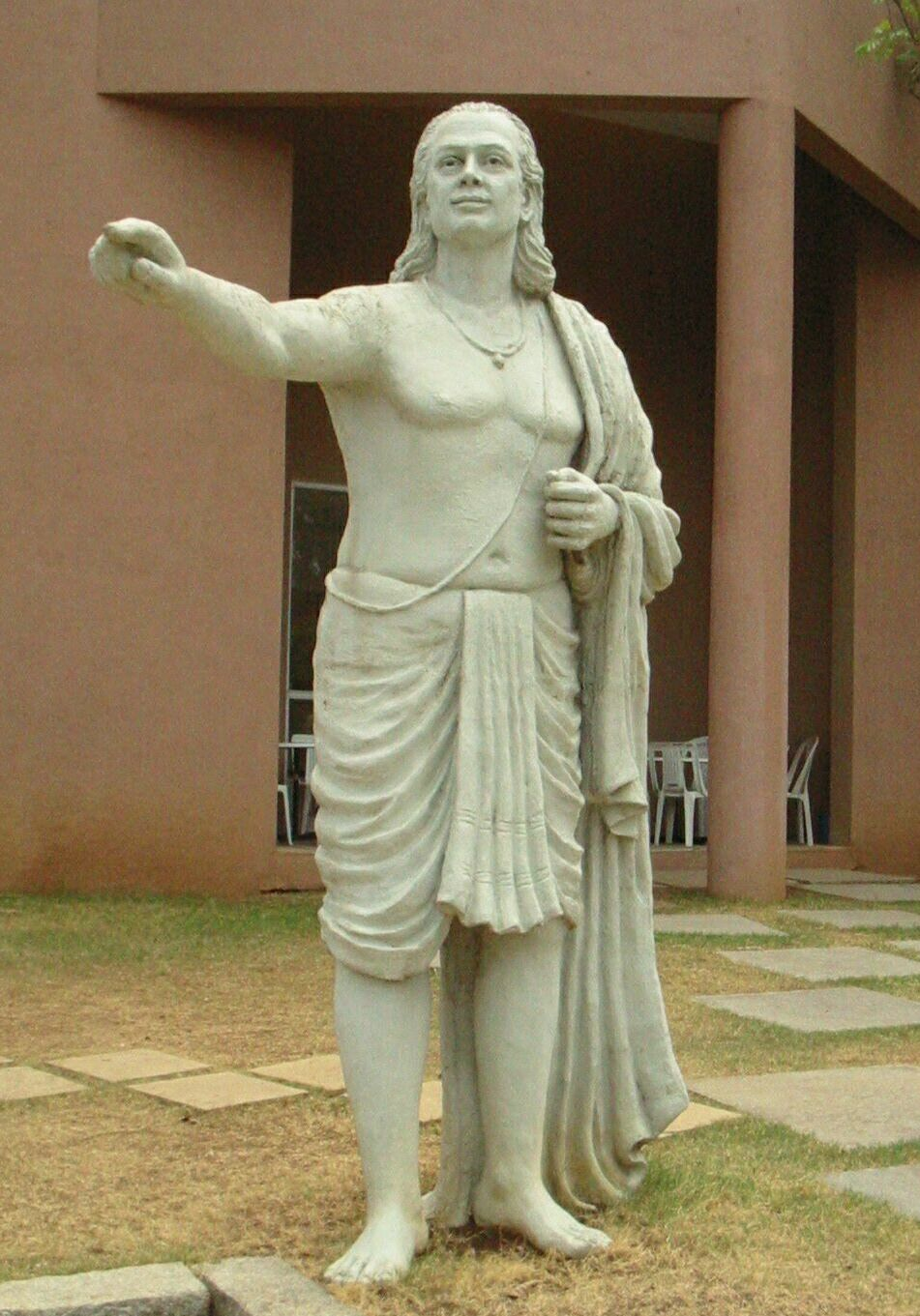
Árjabhata

A jelenleg ismert legrégebbi dél-ázsiai matematikai kézirat a mai Pakisztán területéről származó Bakhsálí kézirat, melyet egy kb. i. sz. 3-7. századra tehető mű 8-12. századi másolataként tartanak számon. A kézirat alapvető aritmetikai témákkal (pl. nulla, törtek, műveletek) foglalkozik, és már megjelenik a tízes alapú helyi értékes számábrázolás, ahol a nullát külön elnevezéssel (súnjaszthána) és egy pont jelöléssel illetik.
A mű továbbá tárgyalja az elsőfokú egyenlet megoldását 5 ismeretlennel, a másodfokú egyenletet, a számtani és mértani sorozatokat,  összetett sorozatokat, másodfokú határozatlan egyenleteket, és egyenletrendszereket.
A Szúrjasziddhánta című mű (i. sz. 400 körül) bevezette a trigonometrikus függvények közül a szinuszt, a koszinuszt és az inverz szinuszt és lefektette az égitestek valódi mozgásának szabályait, amely megfelel az égbolton való aktuális helyzetüknek. A szövegben leírt kozmológiai időciklus meghatározását egy korábbi műből másolták és megfelel az átlagos csillagászati évnek (365,2563627 nap), amely csak 1,4 másodperccel hosszabb a modern értéknél (365,25636305 nap). Ezt a művet a középkorban arab és latin nyelvre is lefordították.
A nulla számot tízes számrendszerben használó legrégebbi, pontosan datálható (i. sz. 458) indiai alkotás egy dzsaina kozmológiai mű, a Lókavibhága. A műben az 1..9 számjegyek mellett a nulla számos szanszkrit megnevezése is feltűnik (súnja, gaganam, ambaram, stb.). A Lokavibhága több pontján a helyi értékes elv tudatosítására gyakran bukkannak fel olyan szanszkrit kifejezések, melyek egységesen a számjegyek 10-es "helyi érték szerint vett" számítását hangsúlyozzák.
Árjabhata 499-ben saját magáról elnevezett fő művében, az Árjabhatíjában napközpontú gravitációs rendszeren alapuló pontos csillagászati számításokat végzett, bevezette a sinus versus függvényt és elkészítette az első  szinusztáblázatokat. Ezen kívül fejlesztette az algebrai algoritmusokat (négyzet- és köbgyökszámítás, sorozatösszegek), az infinitezimális számításokat, a differenciálegyenleteket és egész számú megoldásokat talált elsőfokú egyenletekre a ma is használt módszerrel. A π értékét négy tizedesjegy pontossággal 3,1416-nek találta, melynek értékét Mádhava a 14. században már 11 tizedesjegy pontossággal 3,14159265359-ben határozott meg.
Árjabhata a fentebb említett művében egy saját fejlesztésű, a szanszkrit ABC betűire épülő számábrázolást alkalmaz. A kódolás segítségével igen nagy (akár 1018 nagyságrendű) számok leírhatók, ahol a magánhangzók tízes helyi értékű megfeleltetése már a tízes helyi értékes rendszer körvonalaira utal. A mű egyik tételében felsorolja a 10 egymást követő hatványainak szanszkrit terminusait és megadja a nekik megfelelő helyi értékek közt fennálló szabályt: ez a tétel és egyéb gyökvonó algoritmusok mind a tízes helyi értékes rendszer ismeretét és tudatos alkalmazását erősítik. Árjabhata számábrázolásában a számokat megformáló szövegrészletek erős kódhatásuk miatt a klasszikus szanszkrit nyelv szépen csengő hangzásvilágával szemben nehezen voltak memorizálhatóak, így a rendszert a szerzőt követően nem használták.
A mű arab fordítása a 8. században jelent meg, melyet a 13. században latin fordítás követett.

Brahmagupta tétele: ha egy körbeírható négyszög átlói merőlegesek egymásra, akkor az átlók metszéspontjából az egyik oldalra húzott merőleges felezi a szemközti oldalt

A 7. században Brahmagupta bevezette a Brahmagupta tételt, a Brahmagupta-azonosságot és a Brahmagupta-képletet. Az i. sz. 628-ban keletkezett Bráhmaszphutasziddhánta című művében leírta a nulla helyi értékként és a tízes számrendszer számjegyeként való használatát, illetve számos példát mutat a tízes helyi értékes számrendszer használatára. Munkájának fényét emeli, hogy a nullával kapcsolatos aritmetikáról, a negatív és pozitív számokat is érintve olyan átfogó szabályrendszert közöl, amely – néhány korai tévedésétől eltekintve – további évszázadokig lefektette a nullával való számolás alapjait. A nullával való osztás koncepciójának tökéletesítéséhez (a nulla és végtelen matematikai kapcsolata, határérték fogalma) egészen a 11. századi Srípati és a 12. századi Bhászkara munkáira kellett várni.
A mű többek között ismertet még algoritmusokat a négyzet- és köbszámításra, négyzet- és köbgyökvonásra, foglalkozik számtani és geometria sorozatokkal is.
A muzulmán tudósok 770 körül ismerték meg az indiai tízes helyi értékes számrendszert egy indiai matematikai szöveg fordításából és hamarosan átvették azt. A muzulmán tudósok közvetítése révén a 12. században ez a számrendszer Európába is eljutott – ahol arab számok néven vált ismertté – innen mára már világszerte elterjedt és minden korábban használt számrendszert felváltott.
A mai Karnátaka környékén elsősorban dzsaina szerzők gazdagították az indiai matematika kincsestárát. Közülük a 9. századi Víraszéna a Satkhandágamához írt Dhavalá c. kommentárjában világítja meg a logaritmusok alapjait, Mahávíra Ganitaszáraszamgraha c. alkotása (Kr. u. 850) pedig Brahmagupta fő művének kiterjesztéseként fogható fel. Kelet-Indiában közel ebben a korban, Kr. u. 850 és 950 között munkálkodott a bengáli Srídhara, nevét két fontos alkotása, a Pátíganita és annak rövidebb kivonata, a Trisatiká vagy más nevén Pátíganitaszára fémjelzi.
A Kr. u. 10-11. században elsősorban Srídhara hatása figyelhető meg: Árjabhata II Mahásziddhánta és Srípati Ganitatilaka c. műve is Srídhara munkáin alapszik. Halájudha a 10. században Mritaszandzsívaní címen írt kommentárt a kb. i. e. 4-1. század között élt Pingala Csandahszútra művéhez, amely a különböző versmértékeket, így a rövid és hosszú szótagok (mint 2 állapotú bináris számok) különféle kombinációját elemzi és ismerteti az ezekhez kötődő algoritmusokat, ezzel a bináris aritmetika és a kombinatorika néhány fő elvét. Halájudha az eredetileg nagyon tömör 8.34-35 szútrához egészen hihető útmutatást ad, melynek keretében az ind vallásos világkép szent hegyének, a Meru-hegynek a "felépítését" mutatja be. A bináris számokból így megalkotott struktúra a 17. századi francia tudós után Pascal-háromszögként vált közismertté, holott az indiaik évszázadokkal ezelőtt ismerték az elvet.
A kommentár továbbá bemutatja a Fibonacci-sorozatot és leírja a mátrixok képzésének módját is.
A 12. században Bhászkara az akkori nagy indiai kutatóközpont, Uddzsaín városának vezető matematikusává nőtte ki magát, az utókor kiemelt becsben tartja Sziddhántasirómani, Lílávatí és Bídzsaganita című műveit. Bhászkara fedezte fel a differenciálszámítást, valamint bevezette a differenciálhányados, a differenciálegyüttható és a differenciálás fogalmakat. Bebizonyította a Rolle-tételt (amely a középértéktétel speciális esete), tanulmányozta a Pell-egyenletet, és foglalkozott a szinuszfüggvény deriváltjával is.
A 14. századtól Mádhava és a keralai iskola többi matematikusa továbbfejlesztették ezeket az elméleteket. Ők vezették be a matematikai analízis és a lebegőpontos számok fogalmait, ezen kívül még számos olyan fogalmat, melyek alapvető fontosságúak voltak a differenciálszámítás fejlődése szempontjából, például középértéktétel, tagonkénti integrálás, a görbe alatti terület és a görbe integráljának viszonya, integrálkritérium, nemlineáris egyenletek megoldása iterációs módszerekkel, számos végtelen sor, hatványsor, Taylor-sor és a trigonometriai sorok fogalmait.
A 16. században Dzsjésthadéva a Juktibhásá című műben rögzítette a keralai matematikai iskola felfedezéseit és tételeit. Ez volt a világ első differenciálszámításról írott műve és tartalmazott fogalmakat az integrálszámítás területéről is. A 16. század végétől kezdődően a matematika fejlődése Indiában stagnálni kezd az akkor kialakult politikai zűrzavar miatt.

## Muszlim matematika (800 – 1500)

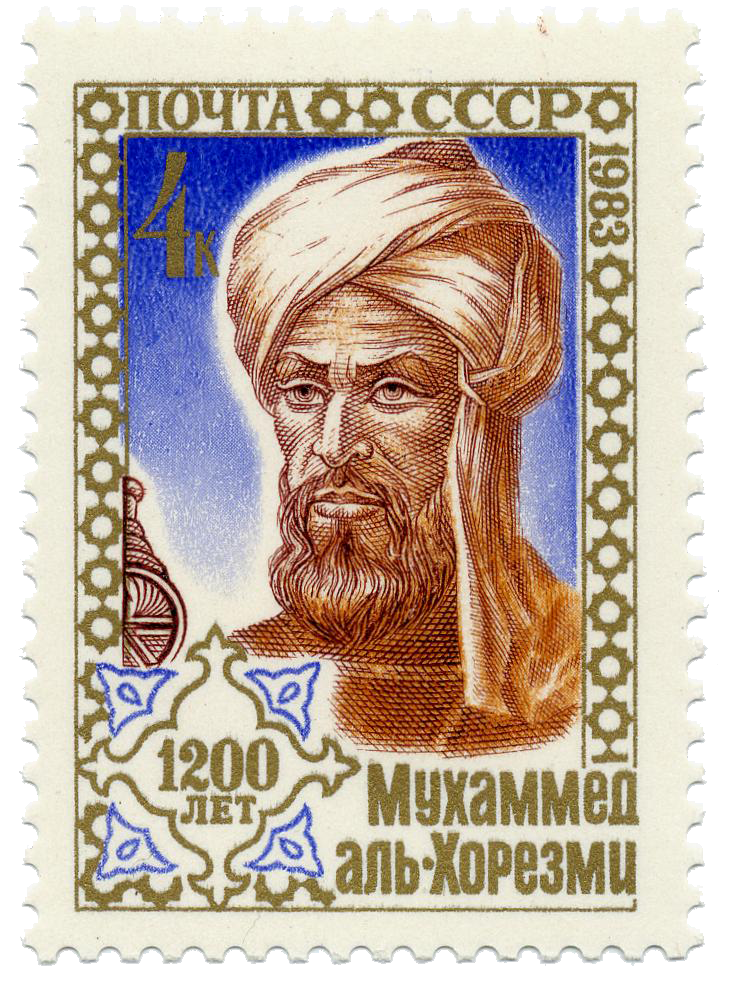
Muhammad ibn Músza l-Hvárizmi

A muszlim vallású Arab Birodalom – amely a 8. századra az Ibériai-félszigettől Észak-Afrikán és a Közel-Keleten keresztül Közép-Ázsiáig és India nyugati részéig terjedt – jelentősen hozzájárult a matematika fejlődéséhez. A legtöbb muzulmán tudós arab nyelven írt a matematikáról, mivel ebben a korban az arab nyelv összekötő szerepet (lingua franca) töltött be a muszlim világ nem arab nyelvű tudósai körében, hasonlóan a görög nyelv hellén világban betöltött szerepéhez. A legfontosabb muzulmán tudósok között sok perzsa is volt.
Muhammad ibn Músza l-Hvárizmi 9. századi perzsa matematikus, a bagdadi kalifa udvari csillagásza számos könyvet írt a hindu-arab számokról és az egyenletmegoldás módszereiről. A hindu számokkal való műveletekről című könyve, melyet 852-ben írt valamint Al-Kindi arab matematikus művei kulcsszerepet játszottak az indiai matematika és az indiai (arab) számok nyugati világban való elterjedésében. Az algoritmus szó al-Hvárizmi nevének latinosított változatából (Algoritmi) ered, az algebra szó pedig egyik művének címéből: Hiszáb al-dzsabr va l-mukábala (szó szerint „A kiegészítés és egyensúlyozás általi számolás”). Hvárizmit gyakran nevezik az algebra atyjának, mivel az ősi módszereket megtartva sok eredeti ismerettel bővítette ezt a tudományágat.
Az algebra Abu Bakr al-Karadzsi (953–1029) al-Fahri című értekezésével tovább fejlődött, ahol úgy bővíti ki a módszertant, hogy használható legyen ismeretlen mennyiségek egész számú hatványainál és egész számú gyökeinél is. Az első matematikai indukció módszerével végzett bizonyítás Karadzsi egy könyvében jelent meg i. sz. 1000 körül, aki a binomiális tételt, a Pascal-háromszöget és a kockák integrálösszegét bizonyította ezzel a módszerrel. F. Woepcke matematikatörténész szerint Karadzsi használt először algebrai jelölést a számításoknál.
Ibn al-Hajszam (latinos neve Alhazen, meghalt 1038-ban) arab matematikus vezette le elsőként a negyedik hatványok összegének képletét  és indukcióval kifejlesztett egy módszert bármilyen hatványon lévő integrál összegének számításához szükséges képlet meghatározására, amely alapvető volt az integrálszámítás fejlődése szempontjából.
Omar Khajjám 12. században élt perzsa költő egyben matematikus is volt és ő írta a Vita Euklidész hibáiról  című könyvet, melyben Euklidesz Elemek című művének hibáit elemzi, különösen a párhuzamossági posztulátumot, ezzel lefektette az analitikus geometria és a nem-euklideszi geometria alapjait. Ő talált elsőként általános mértani megoldást a harmadfokú egyenletekhez és nagy hatása volt a naptárreformra is. Naszír ad-Dín at-Túszi 13. századi perzsa matematikus új felfedezéseket tett a gömbtrigonometria területén. Írt egy nagy hatású művet Euklidész párhuzamossági posztulátumáról is. A 15. században Gijász ad-Dín Dzsamsíd al-Kási a π értékét 16 tizedesjegy pontossággal számította ki. Volt egy algoritmusa az n-edik gyök kiszámításához is, amely a Ruffini és Horner által évszázadokkal később megadott módszerek speciális esete volt. Fontos muzulmán matematikusok voltak még: Szábit ibn Kurra (9. század), Abu Kámil Sudzsá ibn Aszlam (9-10. század), Abu l-Haszan al-Uklidiszi (10. század), Abu Szahl al-Kúhi (10. század) és asz-Szamaval ibn Jahja al-Magribi (12. század).
Az Oszmán Birodalom idejére, a 15. századtól a muzulmán matematika fejlődése megtorpant. Ez ahhoz hasonlítható, amikor a hellén világ a rómaiak uralma alá került: akkor a matematika fejlődése szintén megállt.
John J. O'Connor és Edmund F. Robertson a következőket írja a MacTutor History of Mathematics archive-ban :

„A legújabb kutatások új képet tárnak elénk arról, milyen mértékben maradtunk adósai a muzulmán matematikusoknak. Mára nyilvánvalóvá vált, hogy azon felfedezések nagy részét, melyeket korábban a zseniális 16-17-18. századi európai matematikusainknak tulajdonítottunk, muzulmán matematikusok már századokkal korábban kifejlesztették. Sok tekintetben a ma tanult matematika stílusában sokkalta közelebb áll a muzulmán matematikához, mint a hellenisztikushoz.”

## Középkori európai matematika (300 – 1400)

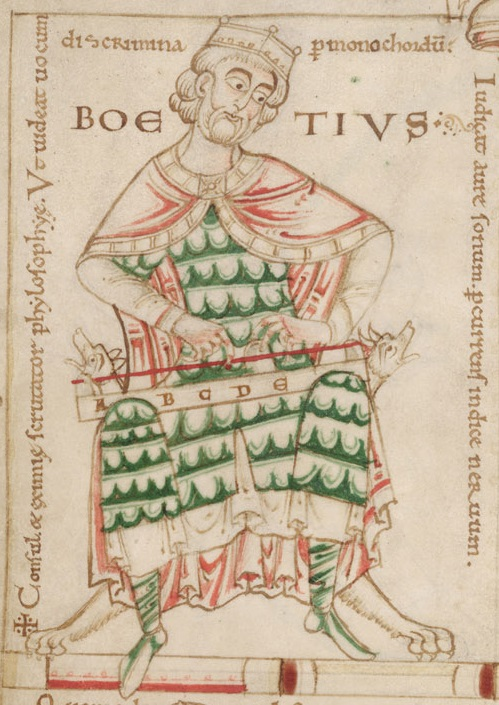
Boethius

A középkori Európában a mai matematikusokéitól jelentősen eltérő problémák hajtották a matematika fejlődését. Az egyik hajtóerő az a hit volt, hogy a matematika kulcsfontosságú a teremtett természet megértéséhez, amit gyakran Platón Timaiosz-ával és azzal a deuterokanonikus bibliai passzussal támasztottak alá, mely szerint Isten mindent mérték, szám és súly szerint rendezett el.
„De ezek nélkül is, egyetlen lehelet is elsöpörhette volna őket, ha a bosszúló igazságosság üldözőbe veszi és hatalmad lehelete megszeleli őket. De te mindent mérték, szám és súly szerint rendeztél el.” (Salamon bölcsessége 11:21).

### Kora középkor (300 – 1100)

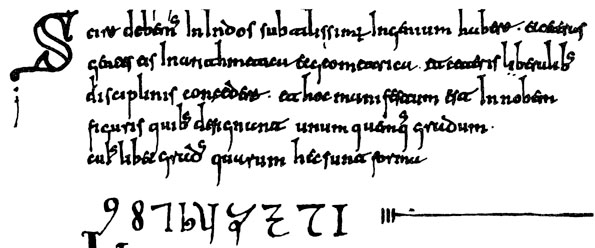
Az első hindu-arab számok Európában a Codex Vigilanus-ban jelentek meg 976-ban

Boethius helyet biztosított a matematikának is az oktatásban, mikor megalkotta a „quadrivium” kifejezést, amely a számtan (aritmetika), a mértan (geometria), a csillagászat és a zene tudományának összefoglaló neve volt (a hét szabad művészet részeként). Ő írta a De institutione arithmetica című írást, amely a görög Nikomakhosz által írott Bevezetés az aritmetikába című mű szabad fordítása volt; valamint a De institutione musica című művet, amely szintén görög forrásokat használt; ezen kívül írt még egy sor kivonatot Euklidesz geometriájából is (Elemek). Művei sokkal inkább elméletiek voltak, mint gyakorlatiak, és az európai matematikai tanulmányok alapjául szolgáltak, amíg fel nem fedezték a görög és arab matematikai műveket.

### A matematika reneszánsza Európában (1100 – 1400)

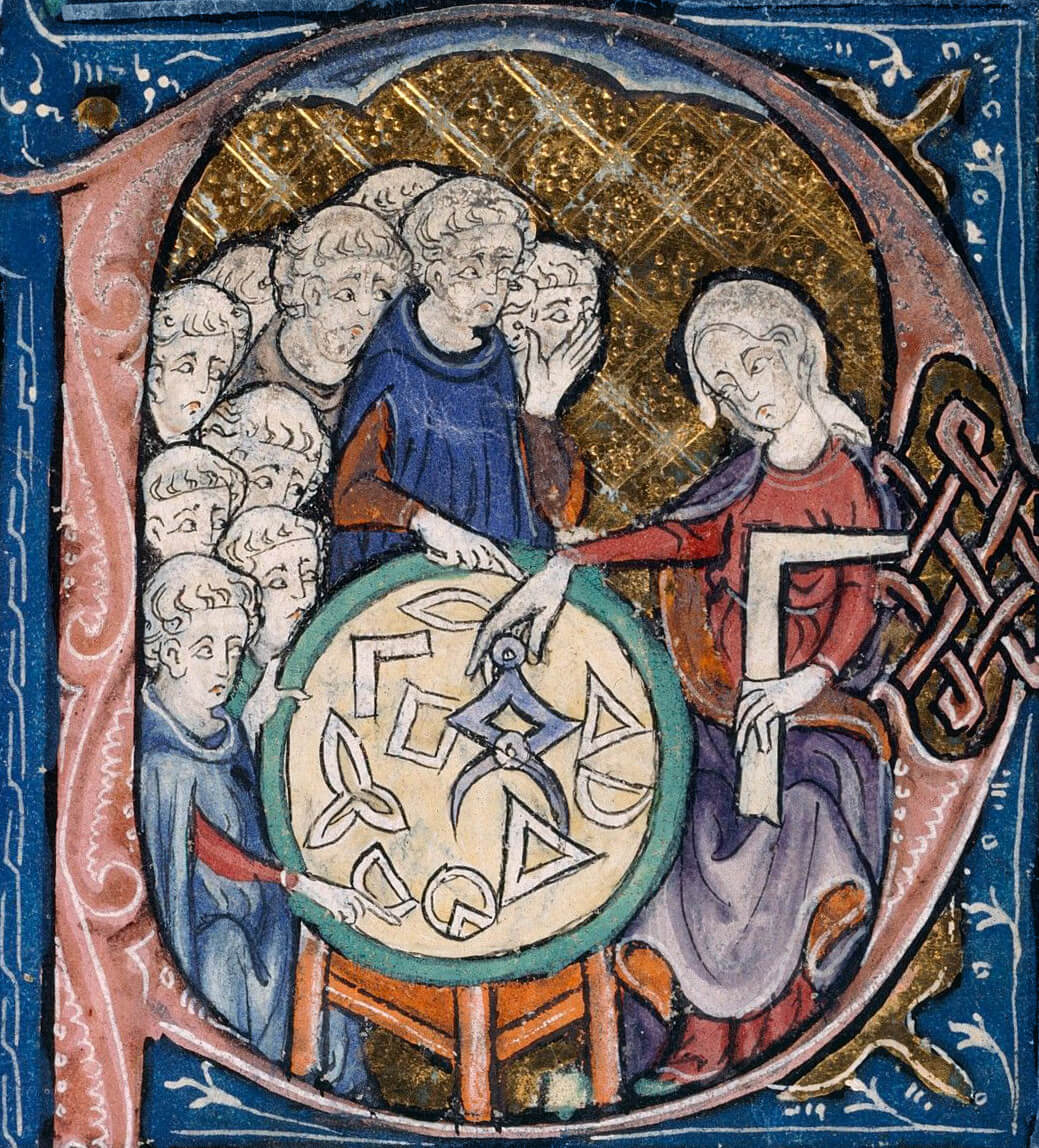
Jelenet Euklidész Elemek című művének latin fordításából (1309 – 1316 között)

A 12. századi európai tudósok Spanyolországba és Szicíliába utaztak arab tudományos iratok után kutatva; többek között megtalálták al-Hvárizmi Hisab al-dzsabr walmukabala (A rövidítés és törlés tudománya) című művét is, amelyet  Robertus Castrensis fordított latinra, valamint Euklidesz Geometriájának teljes szövegét (Elemek), melyet többen is lefordítottak például:  Adelardus Bathensis,  Herman Dalmatin és Gerardo da Cremona (Gerardus Cremonensis).
Az új források hatására felélénkült a matematika iránti érdeklődés. A 13. század elején Fibonacci produkálta az első jelentős matematikai eredményeket Európában Eratoszthenész óta, amely több mint ezeréves űrt jelent. A 14. században problémák széles körét kutatva születtek az újabb és újabb matematikai fogalmak. Az egyik olyan terület, amely nagy hatással volt a matematika fejlődésére a helyi mozgás analízise volt.
Thomas Bradwardine felvetette, hogy a sebesség (V) úgy növekszik számtani arányban, ahogy az erő (F) ellenálláshoz (R) való aránya nő mértani arányban. Bradwardine ezt specifikus példák sorával fejezte ki és – bár abban az időben még nem ismerték a logaritmus fogalmát – állítását anakronisztikusan felírhatjuk a következőképpen:
V = log (F/R).
Bradwardine analízise arra példa, hogyan ültették át azt a matematikai technikát, melyet al-Kindi és  Arnaldus de Villa Nova az összetett gyógyszerek természetének mennyiségi meghatározására használtak, egy másik fizikai probléma megoldására.

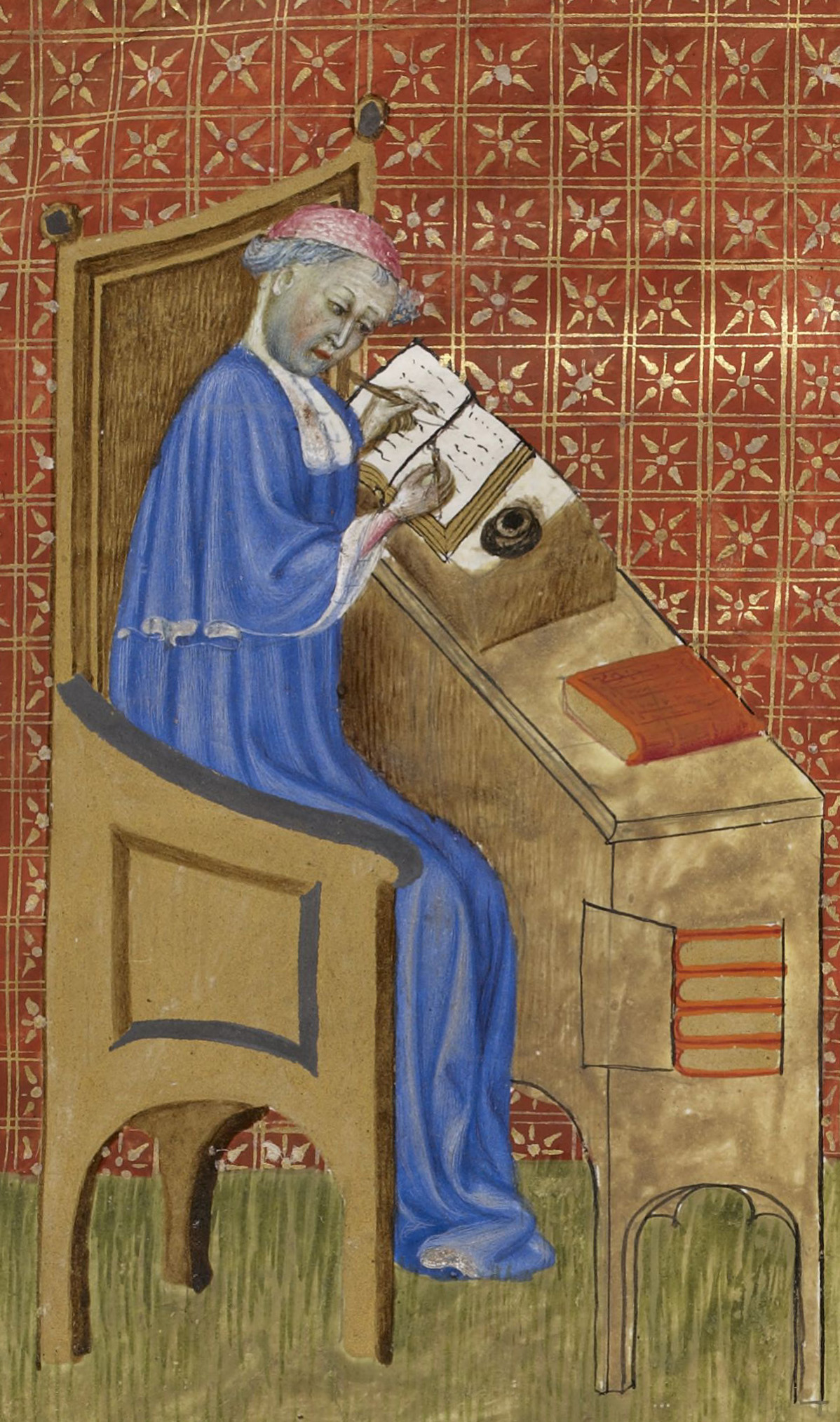
Nicolas d’Oresme

A 14. században William Heytesbury, az „oxfordi kalkulátorok” egyike, mivel nem ismerte a differenciálszámítás és a határérték fogalmát, azt javasolta, hogy a pillanatnyi sebességet oly módon mérjék, hogy „azt az utat mérik, melyet akkor tett volna meg, ha … végig azzal a sebességgel mozgott volna, amellyel az adott pillanatban mozgott”.
Heytesbury és mások matematikai módszerrel határozták meg egy olyan test által megtett utat, amelynek gyorsulása állandó mértékű (ezt ma egyszerű integrálással számolnánk). Állításuk szerint ugyanis: „egy mozgó test amelynek sebessége egyenletesen nő vagy csökken, adott idő alatt ugyanakkora távolságot tesz meg, mintha végig az átlagos sebességgel mozgott volna.”
Nicole Oresme a párizsi egyetemen és az Itáliai Giovanni di Casali egymástól függetlenül grafikusan bizonyították ezt a viszonyt, és ezzel megerősítették, hogy a konstans gyorsulást jelölő egyenes alatti terület a teljes bejárt útnak felel meg. Oresme Euklidész Elemek című művéhez írt későbbi kommentárjában egy még részletesebb általános elemzést készített, melyben bemutatja, hogy a testnek minden egymást követő időnövekményben megnő minden olyan tulajdonsága, amely páratlan számonként növekszik. Mivel Euklidész már bizonyította, hogy a páratlan számok összegei a négyzetszámok, a test növekvő jellemzője az idő négyzetével nő.

## Korai modern európai matematika (1400 – 1600)

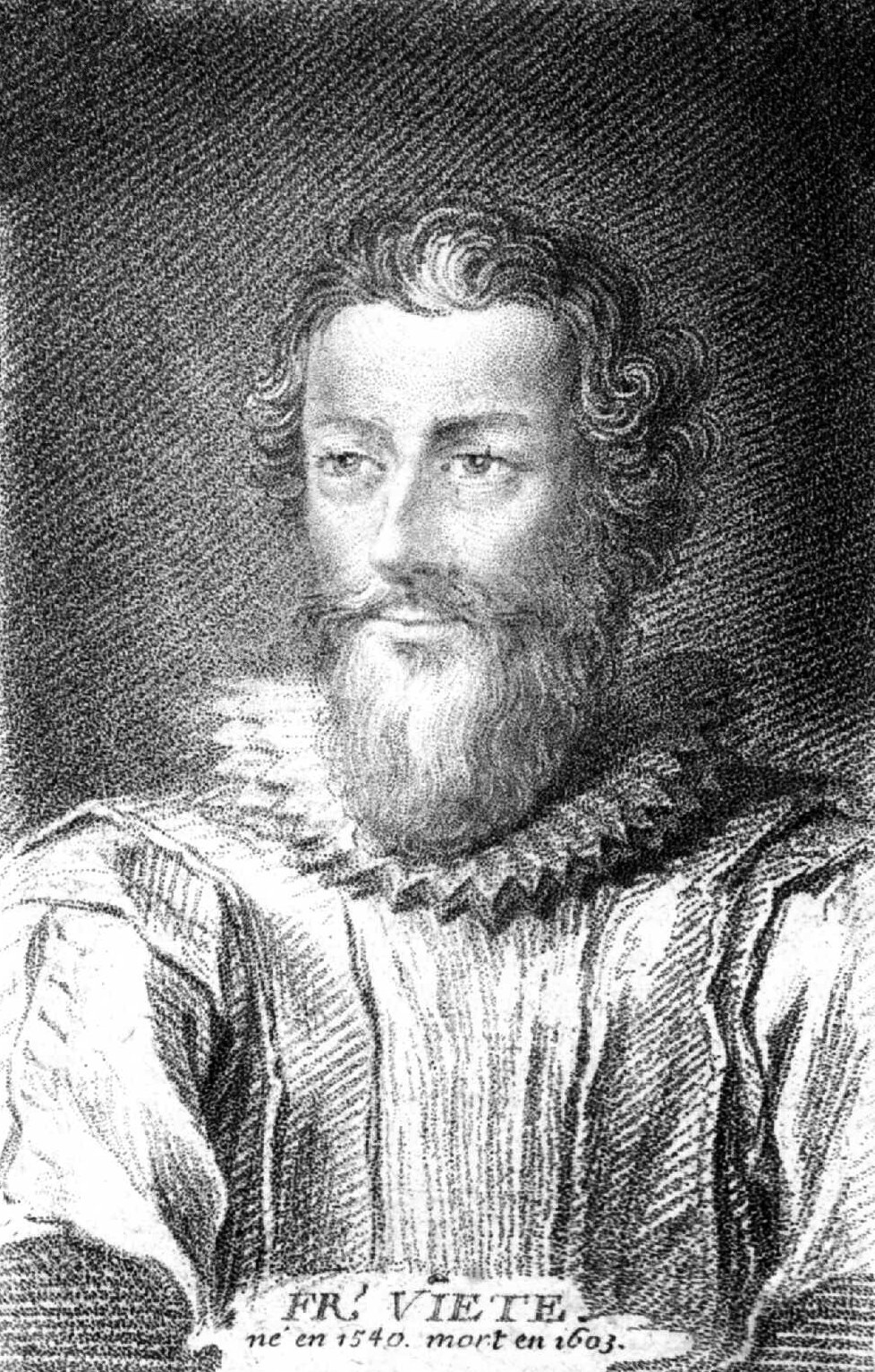
François Viète

Európában a reneszánsz hajnalán a matematika fejlődését még mindig korlátozta az akkoriban használt nehézkes jelölésmód, melyben római számokkal dolgoztak és a viszonyokat jelek helyett inkább szavakkal fejezték ki: nem volt még pluszjel, sem egyenlőségjel és az x-et sem használták még az ismeretlen jelölésére.
A 16. században az európai matematikusok olyan mértékű fejlődésnek lehettek tanúi, melyre még nem volt példa korábban sehol mai tudásunk szerint. Az egyik jelentős felfedezés ebből a korszakból a harmadfokú egyenlet általános megoldása volt, melyet Scipione del Ferrónak tulajdonítanak 1510 körül, de elsőként Johannes Petreius publikálta Nürnbergben Gerolamo Cardano Ars magna című munkájában, amely tartalmazta a másodfokú egyenlet általános megoldását is Cardano tanítványától, Lodovico Ferraritól.
Ettől kezdve a matematikai felfedezések már gyors ütemben követték egymást és kölcsönös hatással voltak az élettelen fizikai tudományok területein tett legújabb felfedezésekre is. A folyamathoz nagyban hozzájárult a nyomtatás fejlődése. A legkorábbi nyomtatásban megjelent matematikai témájú könyv Peurbach Theoricae nova planetarum-ja volt 1472-ben, melyet egy kereskedelmi számításokat tárgyaló könyv, az 1478-as Treviso Arithmetic követett, majd az első valódi matematikai könyv, Euklidész Elemei, melyet Ratdolt nyomtatott és adott ki 1482-ben.
A tengeri hajózás és navigáció valamint a nagy területeket ábrázoló pontos térképekkel szemben támasztott növekvő igények miatt a trigonometria lett a matematika egyik legfejlettebb ága. Bartholomaeus Pitiscus használta először a szót az 1595-ben megjelent Trigonometria című munkájában. A Regiomontanus-féle szinusz- és koszinusztáblázatokat 1533-ban adták ki.
A század végére – hála Regiomontanusnak (1436 – 1476) és François Viète-nek (1540 – 1603) (többek között) – a matematikát már a hindu-arab számokkal írták olyan formában amely már nem sokban különbözött a ma használt alaktól.

## 17. század

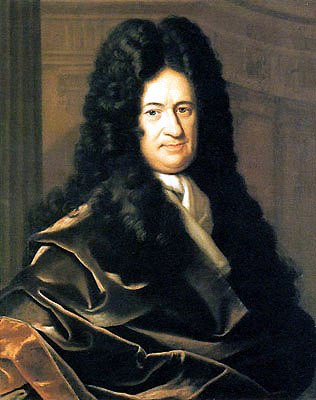
Gottfried Wilhelm Leibniz

A 17. században sose látott mértékben és robbanásszerűen fejlődtek a matematikai és tudományos ismeretek Európa-szerte.
Az itáliai Galileo Galilei teleszkópjával megfigyelte, hogy a Jupiter bolygó körül holdak keringenek. A dán Tycho Brahe hatalmas mennyiségű matematikai adatot gyűjtött össze a bolygók helyzetének tanulmányozása során. Tanítványa, a német Johannes Kepler elkezdte feldolgozni az összegyűlt adatokat. Részben azért, hogy segítse Kepler számításait, a skóciai John Napier tanulmányozta elsőként a természetes logaritmusokat. Keplernek végül sikerült matematikai képletekkel kifejezni a bolygók mozgását. René Descartes (1596-1650) francia matematikus-filozófus, kifejlesztette az analitikus geometriát melynek segítségével fel tudta rajzolni a bolygók pályáját a Descartes-féle koordináta-rendszerben. Korábbi matematikusok munkájára építve az angol Isaac Newton felfedezte azokat a fizikai törvényeket, melyekkel meg tudta magyarázni Kepler törvényeit, és összefoglalta a differenciál- és az integrálszámítás alapelveit. Tőle függetlenül Gottfried Wilhelm Leibniz Németországban kifejlesztette a differenciál- és az integrálszámítást melyben ma is az ő jelölésmódját használjuk. A tudomány és a matematika fejlesztése nemzetközi törekvés lett és a felhalmozott ismeretanyag hamarosan világszerte elterjedt.
Azon kívül, hogy a matematikát használni kezdték az égitestek tanulmányozásánál, Pierre de Fermat és Blaise Pascal levelezése során az alkalmazott matematika új területekre is behatolt. Pascal és Fermat szerencsejátékokról szóló vitáikban lefektették a valószínűségelmélet kutatásának alapjait és a kombinatorika szabályait is. Pascal fogadás-elméletében megpróbálta felhasználni az újonnan létrehozott valószínűségelméletet a vallásos élet melletti érvelésre, azon az alapon, hogy ha a siker valószínűsége kicsi, akkor a jutalom végtelen. Bizonyos értelemben ez már előrejelezte a hasznossági függvény 18-19. századi kialakulását.

## 18. század

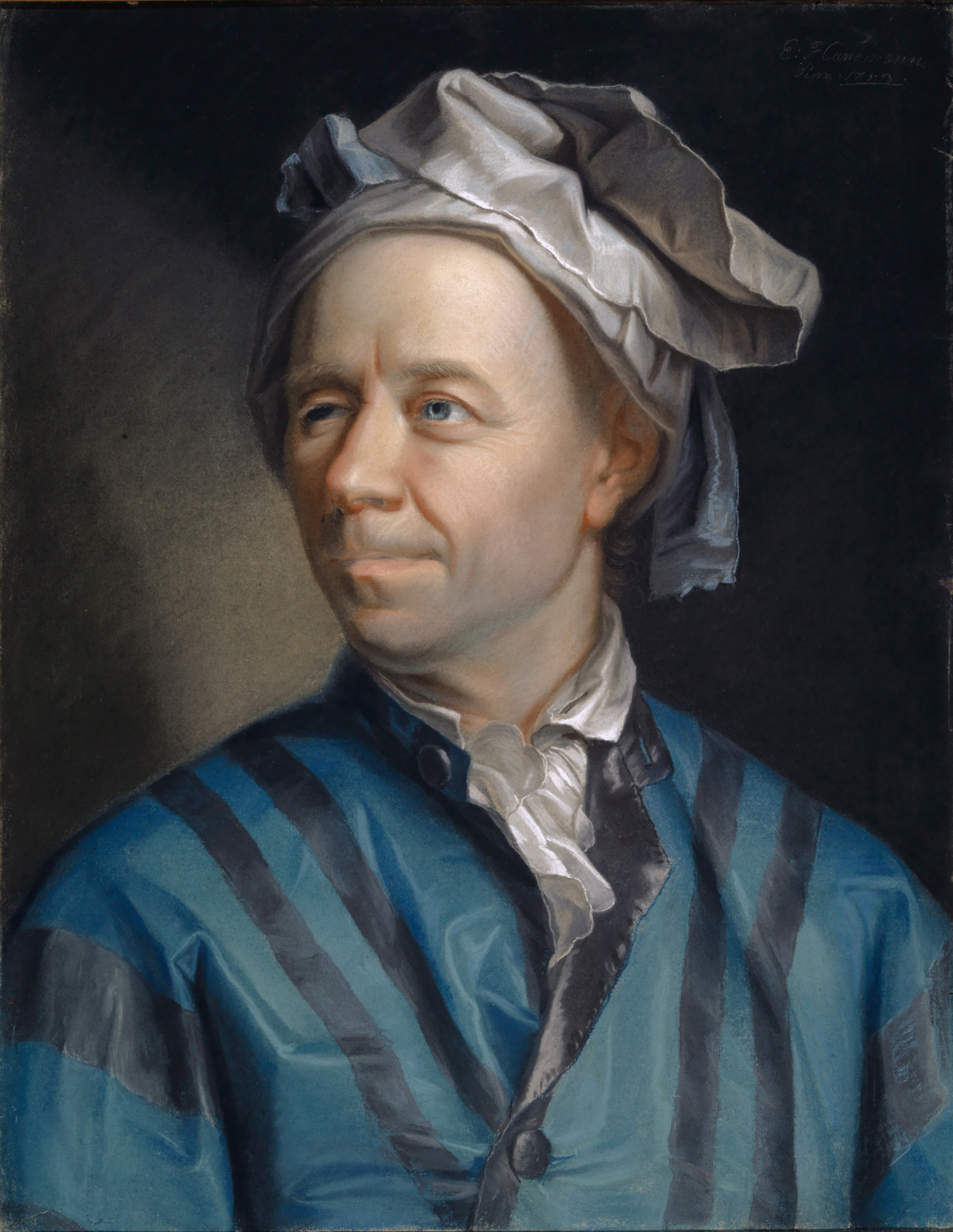
Leonhard Euler (Emanuel Handmann festménye)

A mai matematika különböző számrendszereinek fejlődését oly módon követhetjük nyomon, hogy megfigyeljük hogyan tanulmányozták és kutatták az új számokat abból a célból hogy a régebbi számokkal végzett aritmetikai műveletekkel felírt egyenletek ismeretlenjeit megkereshessék. A történelem előtti időkben a tört számokkal tudtak választ adni erre a kérdésre: melyik számot kell 3-mal szorozni, hogy eredményül 1-et kapjunk. Indiában és Kínában, majd jóval később Németországban bevezették a negatív számokat, hogy válaszolni tudjanak a kérdésre: mit kapunk, ha egy kisebb számból kivonunk egy nagyobbat. A nulla bevezetéséhez is hasonló kérdés vezethetett: mit kapunk, ha kivonunk egy számot önmagából?
Egy következő kérdés: milyen szám a 2 négyzetgyöke? Már a görögök is tudták hogy ez nem egy tört, és a kérdésnek szerepe lehetett a lánctörtek kifejlődésében is. A tizedestörtek bevezetése után azonban – melyet John Napier (1550–1617) talált fel, majd később Simon Stevin tökéletesített – még jobb megoldás született. A tizedesek és egy olyan fogalom használatával, amely a határérték elődjének tekinthető, Napier egy másik állandót is tanulmányozott, melyet Leonhard Euler (1707–1783) {\displaystyle e}-nek nevezett el.
Eulernek nagy hatása volt a matematikai fogalmak és jelölésmódok egységesítésére. A –1 négyzetgyökét az {\displaystyle i} szimbólummal jelölte. Ő terjesztette el a görög {\displaystyle \pi } betű használatát is a körök kerület-átmérő arányának jelölésére. Ő vezette le a matematika egyik legjelentősebb azonosságát is:
{\displaystyle e^{i\pi }+1=0\,}
(lásd még Euler-képlet)

## 19. század

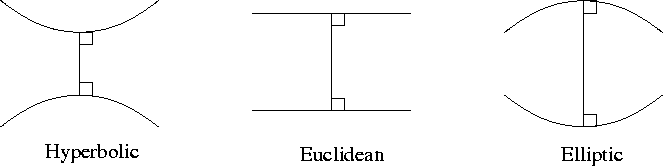
Az egyenesek viselkedése egy közös merőleges mellett mindhárom típusú geometriában

A 19. század folyamán a matematika egyre absztraktabbá  vált. Ebben a században élt minden idők egyik legnagyobb matematikusa Carl Friedrich Gauss (1777 – 1855). Számos más tudományos eredménye mellett forradalmi munkát végzett a tiszta matematikában – a komplex változók függvényeivel –, a geometriában és a sorozatok konvergenciájának tanulmányozásával. Ő adta az első kielégítő bizonyítást az algebra alaptételéhez, és a kvadratikus reciprocitás tételéhez.

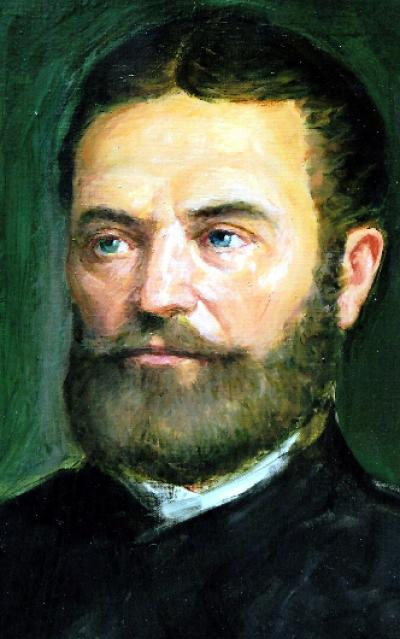
Bolyai János (rekonstrukció)

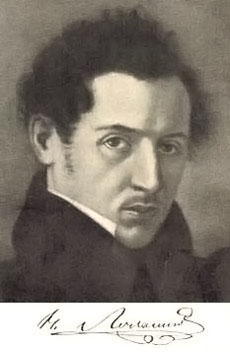
Nyikolaj Ivanovics Lobacsevszkij

Ebben a században a nem-Euklideszi geometria két formája is létrejött, melyekben az euklideszi geometria párhuzamossági posztulátuma  nem érvényes. Az euklideszi geometriában egy adott egyeneshez egy rajta kívül eső ponton keresztül egy és csakis egy párhuzamos húzható. Nyikolaj Ivanovics Lobacsevszkij orosz matematikus és a magyar Bolyai János egymástól függetlenül alkották meg a hiperbolikus geometriát,
ahol a párhuzamossági posztulátum nem érvényesül. Ebben a rendszerben a háromszög belső szögeinek összege kevesebb mint 180°. Az elliptikus geometriát később fedezte fel Bernhard Riemann német matematikus a 19. század során. Az ő rendszerében nincsenek párhuzamosok és a háromszög belső szögeinek összege nagyobb mint 180°. Riemann fejlesztette ki a Riemann-geometriát is, amely egyesíti és jelentősen általánosítja a három geometriatípust, és ő definiálta a sokaság fogalmát is, amely a görbék és a felületek fogalmának általánosítása.
Ezek a fogalmak fontos szerepet játszottak később Albert Einstein relativitáselméletében.
A 19. században vezette be William Rowan Hamilton a nemkommutatív algebrát.
Az újabb matematikai irányok mellett a korábbi matematikai jelenségek is biztosabb logikai alapokra kerültek, különösen az integrál és differenciálszámítás Augustin-Louis Cauchy és Karl Weierstrass munkásságának köszönhetően.

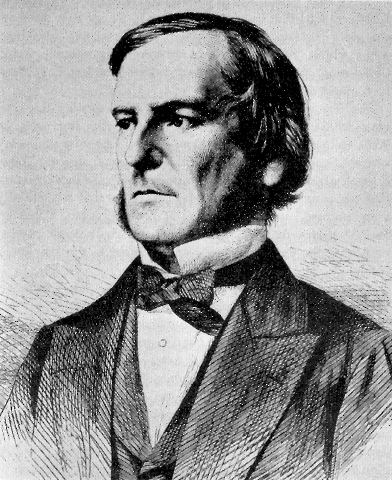
George Boole

A 19. században jött létre az algebra új formája, a Boole-algebra, melyet George Boole brit matematikus dolgozott ki. Ebben a rendszerben csak a 0 és az 1 számok szerepelnek és ma igen elterjedt, főleg a számítástechnikában.
Ugyanebben az időben kezdték el elsőként a matematika korlátait tanulmányozni.

Paolo Ruffini olasz és Niels Henrik Abel norvég matematikus bebizonyította, hogy a négynél magasabb fokú egyenletekre nincs gyökképlet. Évariste Galois módszert adott annak eldöntésére, hogy egy adott egyenlet megoldható-e a négy alapművelettel és gyökvonásokkal.
Más 19. századi matematikusok felhasználták ezt annak bizonyítására, hogy egy körző és egy vonalzó önmagában nem elég egy tetszőleges szög három egyenlő részre bontásának euklideszi módon való megszerkesztéséhez; vagy olyan kocka oldalának szerkesztéséhez, melynek térfogata egy adott kocka térfogatának kétszerese; sem pedig olyan négyzet szerkesztéséhez, melynek területe megegyezik egy adott kör területével. A matematikusok már az ókori görögök ideje óta próbáltak megoldást találni ezekre a kérdésekre – mindhiába.
Abel és Galois kutatásai a különböző polinom-egyenletek megoldása területén lefektették a csoportelmélet és a kapcsolódó absztrakt algebra további fejlődésének alapjait. A 20. században fizikusok és más tudósok a csoportelméletet ideális eszköznek tekintették a szimmetria tanulmányozására.
A 19. században alakultak meg ez első matematikai társaságok is: 1865-ben a London Mathematical Society, 1872-ben a Société Mathématique de France, 1884-ben a Circolo Mathematico di Palermo, 1864-ben az Edinburgh Mathematical Society és 1888-ban az American Mathematical Society.
A Bolyai János Matematikai Társulat jogelődjét 1891-ben alapították.
A 20. század előtt a legtöbb matematikus vagy gazdagnak született – Napier-hez hasonlóan –, vagy gazdag személyek támogatását élvezte, mint Gauss. Néhányuk szerény megélhetését egyetemi oktatóként szerezte, mint Fourier. Niels Henrik Abel 26 évesen elhunyt alultápláltság és gümőkór következtében, mivel nem kapott állást. A XX. századra a matematika – ahogy a többi tudomány is – az intézményes szakoktatás kiépülésével párhuzamosan demokratizálódott és kommercializálódott, a legtöbb országban integráns részévé vált a közoktatásnak is.

## 20. század

A négyszín-tételt illusztráló térkép

A matematikusi hivatás a 20. században egyre fontosabbá vált. Minden évben több száz új PhD fokozatot ítélnek oda matematikusoknak és számos munkalehetőség közül válogathatnak mind az oktatásban, mind az iparban. A matematika exponenciális ütemben fejlődik, ezért a fejlődés szinte már alig vagy csak nagyon nehezen követhető. A huszadik század végére a legtöbb tudományág, még egyes társadalomtudományok is (pl. a nyelvészet vagy a filozófia) erősen kvantitatívvá, elméletorientálttá és deduktívvá vált – egyszóval, matematizálódott, és ez a tendencia még tart. Mindez a matematikát a modern társadalom egyik elméleti alapjává tette (teszi). Az elektronika, a kibernetika és az informatika, ezek a gyakorlatilag alkalmazott matematikának is tekinthetővé vált tudományok a mindennapi életet is jelentősen átformálták.
A század elején létrejött függvénytani elméletek, mint pl. a topológia és a dinamikai rendszerek elmélete, lehetővé tette a fizikai rendszerek átfogó vizsgálatát, a kozmológiai, mikrofizikai és élettani folyamatok együttes jobb megértését (az analízis ezen ágának fejlődéséhez szintén fontos feltételt jelentettek a nagy teljesítményű számítógépek). Vannak feltételezések, miszerint a matematikának és a mérnöki tudományoknak ez a házassága az egész tudományos világképre paradigmaalkotó hatással fog bírni.
Az 1900-ban rendezett nemzetközi matematikai kongresszuson David Hilbert előállt egy listával, melyen 23 megoldatlan matematikai problémát sorolt fel. Ezek a problémák a matematika számos területét érintették és a 20. századi matematika központi feladatai között voltak. Mára közülük tíz problémát már teljes mértékben megoldottak, hetet csak részlegesen és kettő még ma is megoldatlan. A maradék négy túl lazán definiált ahhoz, hogy egyértelműen dönteni lehessen megoldott voltáról.
Az 1910-es években Srínivásza Rámánudzsan (1887 – 1920) több mint 3000 tételt írt le, köztük az erősen összetett számok tulajdonságairól, a partíciók számát megadó függvényről és aszimptotikájáról és a Rámánudzsan-féle thetafüggvényekről.  Jelentős felfedezéseket tett a gammafüggvények, moduláris formák, divergens sorozatok, hipergeometrikus sorozatok és a prímszámelmélet területein is.
A múlt híres sejtései újabb és erőteljesebb technikák kifejlődéséhez vezettek.
Wolfgang Haken és Kenneth Appel számítógép segítségével bizonyította be 1976-ban a négyszín-tételt. Andrew Wiles évekig egyedül dolgozva irodájában 1995-ben végül bebizonyította a Fermat-sejtést.
A matematikán belül teljesen új területek jöttek létre, mint például a matematikai logika, a topológia, a komplexitáselmélet és a játékelmélet melyek kibővítették azon kérdések körét, melyeket matematikai módszerekkel meg tudunk válaszolni.
A francia Bourbaki-csoport tagjai megkísérelték a matematika minden területét egy koherens és szigorú egységgé gyúrni, és a Nicolas Bourbaki kollektív álnéven publikáltak. Hatalmas munkájuk matematikaoktatásra tett hatása vitatott.
Végeztek újabb kutatásokat a matematikai korlátai terén is. Kurt Gödel bizonyította, hogy minden olyan matematikai rendszerben, melyben vannak egész számok, van olyan igaz állítás, amit nem lehet bebizonyítani.  Paul Cohen bizonyította a kontinuum-hipotézis logikai függetlenségét a halmazelmélet standard axiómáitól.
A század végére a matematika kezdett összefonódni a művészetekkel is. A matematikát évezredeken keresztül az egyszerű és szabályos alakzatokkal, a renddel és harmóniával azonosították. A káoszelméletből kinőtt fraktálgeometria például olyan gyönyörű alakzatokat hozott létre, amelyek rendelkeznek a természeti minták esztétikumával, azok bonyolultságával, összetettségével és váratlanságával, egyúttal megőriznek, őrizhetnek elemeket a „hagyományos” geometria strukturált mintáiból is. A „fraktálművészek” munkássága felhívta a figyelmet általában az ún. algoritmikus és matematikai jellegű művészetek jelentőségére is.

## 21. század

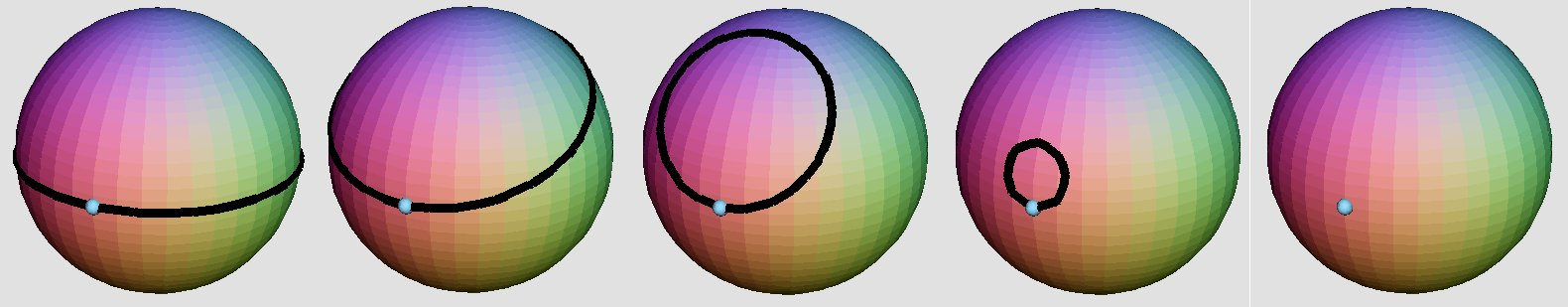
A gömb felszínén minden hurok ponttá húzható össze. A Poincaré-sejtés magasabb dimenzióban kérdezi ezt

Mindössze néhány év telt el a 21. századból, de már születtek jelentős eredmények. 2004-ben Ben Green és Terence Tao bebizonyította azt a régi sejtést, hogy van akármilyen hosszú, prímszámokból álló számtani sorozat. 2006-ban Grigorij Perelman igazolta a Poincaré-sejtést.
2007. március közepén észak-amerikai és európai kutatók csoportja számítógép-hálózatok segítségével térképezték fel az E8 politópot. Bár ma még pontosan nem tudjuk, hogyan lehet majd alkalmazni az E8-ról szerzett ismereteket, a felfedezés jelentős mind a csapatmunka, mind a modern matematikai számítási technológia fejlődése szempontjából.

## Kapcsolódó szócikk
- A geometria története
- A matematikafilozófia története
- Magyar tudománytörténeti művek listája

### Idegen nyelvű irodalom
- Aaboe, Asger. Episodes from the Early History of Mathematics. New York: Random House (1964)
- Boyer, C. B., A History of Mathematics, 2nd ed. rev. by Uta C. Merzbach. New York: Wiley, 1989 ISBN 0-471-09763-2 (1991 pbk ed. ISBN 0-471-54397-7).
- Eves, Howard, An Introduction to the History of Mathematics, Saunders, 1990, ISBN 0-03-029558-0,
- Grattan-Guinness, Ivor. Companion Encyclopedia of the History and Philosophy of the Mathematical Sciences. The Johns Hopkins University Press (2003). ISBN 0-8018-7397-5
- van der Waerden, B. L., Geometry and Algebra in Ancient Civilizations, Springer, 1983, ISBN 0-387-12159-5.
- O'Connor, John J. and Robertson, Edmund F. The MacTutor History of Mathematics Archive. (See also MacTutor History of Mathematics archive.) This website contains biographies, timelines and historical articles about mathematical concepts; at the School of Mathematics and Statistics, University of St. Andrews, Scotland. (Or see the alphabetical list of history topics.)
- Stigler, Stephen M.. The History of Statistics: The Measurement of Uncertainty before 1900. Belknap Press (1990). ISBN 0-674-40341-X
- Bell, E.T.. Men of Mathematics. Simon and Schuster (1937)
- Gillings, Richard J.. Mathematics in the time of the pharaohs. Cambridge, MA: M.I.T. Press (1972)

- Heath, Sir Thomas. A History of Greek Mathematics. Dover (1981). ISBN 0-486-24073-8

- Menninger, Karl W.. Number Words and Number Symbols: A Cultural History of Numbers. MIT Press (1969). ISBN 0-262-13040-8

- Burton, David M. The History of Mathematics: An Introduction. McGraw Hill: 1997
- Katz, Victor J. A History of Mathematics: An Introduction, 2nd Edition. Addison-Wesley: 1998

### Magyar nyelvű irodalom

#### Egyetemes matematikatörténetek
- Juskevics, A. P.: A középkori matematika története, Gondolat Könyvkiadó, 1982
- Kofler, Edward: Fejezetek a matematika történetéből, Gondolat Kiadó, 1965
- Ribnyikov, K. A.: A matematika története, Tankönyvkiadó, 1968
- Róka Sándor (szerk): Miért lettem matematikus, Typotex kiadó, 2003
- Sain Márton: Nincs királyi út – Matematikatörténet Gondolat, Budapest 1986. ISBN 963-281-704-4
- Sain Márton: Matematikatörténeti ABC, Typotex kiadó, 1993
- Simonovits András: Matematikatörténeti vázlat Archiválva 2007. szeptember 28-i dátummal a Wayback Machine-ben
- Szász Gábor: A matematika fejlődése, Tankönyvkiadó, 1971 (kézirat)
- Struik, Dirk J.: A matematika rövid története, Gondolat Kiadó, 1958
- Vekerdi László: Kiegészítés a Kofler: Fejezetek a matematika történetéből című könyvhöz, Gondolat Kiadó, 1965
- Ian Stewart: A végtelen megszelídítése. A matematika története; ford. Körmendy Ágnes; Helikon, Bp., 2008
- Simonovits András: Válogatott fejezetek a matematika történetéből; Typotex, Bp., 2009 (Elméleti matematika)
- Vekerdi László: Az újkori matematika és fizika megszületése; MATI, Bp.–Piliscsaba, 2010 (Magyar tudománytörténeti szemle könyvtára)
- Stefan Buijsman: Eszpresszó Arkhimédésszel. Matematika a mindennapokban egyszerűen, érthetően; ford. Fenyves Miklós; Libri, Bp., 2020

#### Magyar matematikatörténetek
- Ligeti Béla: A magyar matematika története a XVIII. század végéig, Tankönyvkiadó, 1953
- Szénássy Barna: A magyarországi matematika története, Akadémiai Kiadó, 1970
- Szénássy Barna: Vázlatok a magyar matematika újkori történetéből, Tankönyvkiadó, 1953

#### Egyéb kapcsolódó művek
- Filep László: A tudományok királynője, Typotex kiadó, 2001
- Gingyikin, Szemjon Grigorjevics: Történetek fizikusokról és matematikusokról, Typotex kiadó, 2004
- Hegedüs Miklós: Az algebra vívmányai az indiai matematika klasszikus korszakában, L'Harmattan, 2012
- Kiss Elemér: Matematikai kincsek Bolyai János kéziratos hagyatékából, Typotex kiadó, 2005
- Lévárdi László – Sain Márton: A ráció üzenetei – Feladatok a távoli múltból, Typotex kiadó,
- Rényi Alfréd: Ars Mathematica, Typotex kiadó, 2005
- Tóth Imre: Bécstől Temesvárig – Bolyai János útja a nemeuklideszi forradalom felé, Typotex kiadó, 2002
- Tóth Imre: Palimpszeszt – Szavak egy háromszög előtt, Typotex kiadó, 2001